# Fútbol Club Oporto en el fútbol internacional de clubes
El Futbol Clube do Porto es un club de fútbol portugués con sede en Oporto, siendo el equipo luso de mayor éxito en las competencias internacionales de clubes. Ha ganado un total de siete títulos internacionales oficiales, que incluyen dos Champions (en 1987, como la Copa de Europa, y 2004), dos UEFA Europa League (en 2003, como la Copa de la UEFA, y 2011), una Supercopa (en 1987), y dos Copas Intercontinentales (en 1987 y 2004). Además, fue subcampeón de una Recopa en 1984 su primera final europea y participó sin éxito en otros tres partidos de la Supercopa de Europa, en 2003, 2004, y 2011.
La primera participación del Porto en torneos internacionales fue en 1956, cuando clasificó para la segunda edición de la Copa de Europa como ganadores de la liga nacional. Perdieron sus dos primeros partidos europeos ante el Athletic Club y fueron eliminados de la competencia. Porto luego debutó en la no afiliada a la UEFA, Copa de Ferias de 1962-63, en la Copa de Campeones de 1964-65, y en las ediciones inaugurales de la Copa de la UEFA (sucesora de la Copa de Ferias) y la Liga de campeones (sucesora de la Copa de Europa) en 1971-72 y 1992-93, respectivamente. El club ha clasificado a competencias de la UEFA cada año desde 1974, y cuenta con 20 apariciones en la fase de grupos de la Champions un récord de la liga compartido con el Barcelona, el Manchester United y el Real Madrid.
Hasta ganar la Copa de Europa en 1986-87, Porto fue el único de los "tres grandes" equipos de Portugal sin un trofeo internacional, Benfica había ganado dos títulos consecutivos de la Copa de Europa en 1961 y 1962, y el Sporting fue vencedor de la Recopa en 1964. Como ganadores de la Copa Europea, Porto disputó la Supercopa de la UEFA y la Copa Intercontinental, levantando los dos trofeos en su primera aparición. Hasta la fecha, siguen siendo el único equipo portugués que ha ganado alguno de estos torneos. A partir del final de la temporada 2014-15, Porto ocupa el noveno lugar en el ranking de todos los tiempos de la Copa de Europa y el ranking de clasificación de clubes de la Liga de campeones del club, además, son el segundo mejor equipo portugués en el ranking de clubes de la UEFA.
Tomislav Ivić y José Mourinho han sido sus entrenadores más destacados, habiendo ganado cada uno con dos títulos internacionales. El exportero Vítor Baía, seleccionado portugués, tiene el récord del club para la mayor cantidad de apariciones en torneos internacionales, mientras que el delantero colombiano Radamel Falcao es el máximo goleador del club con 22 goles.

## Historia

### Primeras décadas (1956 a 1977)
Porto participó por primera vez en las competencias internacionales de clubes en 1956, cuando jugaron en la segunda edición de la Copa de Europa. La clasificación para este torneo, disputado entre los campeones nacionales de Europa se logró después de que el Porto asegurara su cuarto título de la Primera División en la temporada anterior. Su debut fue en una ronda preliminar contra el campeón español Atlhetic de Bilbao. En su nueva casa, el Estadio das Antas, Porto perdió el primer partido en casa por 2-1 y fueron eliminados una semana más tarde en Bilbao, después de una derrota de 3-2. Porto regresó a este torneo dos años más tarde, pero cayó en el mismo escenario. Después de tres temporadas sin clasificar para competiciones europeas, Porto terminó la liga 1961-62 como subcampeón y participó en la Copa de Ferias, que no estaba afiliada a la UEFA, por primera vez en 1962-63, aunque fueron eliminados en la primera ronda por el Dinamo Zagreb, que se aseguró un empate en Yugoslavia después de ganar en Portugal. Porto regresó a la Copa de Ferias en la temporada siguiente, pero no pudo avanzar más allá de la primera ronda.
Copa de Campeones de la UEFA fue un torneo abierto a campeones de copa (o finalistas que perdían, si los ganadores ya estaban clasificados para la Copa de Europa). Porto calificó para este torneo por primera vez en la temporada de 1964-65, después de perder la final de la Copa de Portugal en 1964 contra el campeón Benfica. Porto avanzó de la primera ronda de un torneo europeo por primera vez, después de una victoria global de 4-0 sobre el campeón de la Copa francesa de Lyon, pero cayó en la siguiente ronda contra el 1860 Múnich. Al final de esa temporada, Porto terminó subcampeón en la liga por detrás del Benfica y se clasificó para la Copa de Ferias de la temporada siguiente. El rendimiento del club fue similar al de la campaña anterior: una eliminación en la primera ronda por parte de un equipo francés (Stade Français), seguido de otra derrota en la segunda ronda por un equipo alemán (Hannover 96), con una derrota de 5-0 que fue, en su momento, la peor época del Porto en competencias europeas. Participaron en las dos temporadas siguientes de la Copa de Ferias, pero no pudieron avanzar más allá de la primera ronda. en el primer caso, Porto fue eliminado por la cara de una moneda, pues la prórroga no fue suficiente para romper el empate con el Bordeaux.
En 1968, el club ganó su tercera Copa de Portugal y clasificó para la Recopa de 1968-69. Pero al igual que en años anteriores, no fueron capaces de seguir más allá de la segunda ronda, perdiendo 4-1 en el global ante el Slovan Bratislava. En la última participación del Porto en la Copa de Ferias, de 1969-70, también terminó en la segunda ronda, con una derrota contra Newcastle United. En el plano nacional, Porto terminó la liga en un noveno lugar, que ha sido el peor de toda su historia, impidiendo con ello calificar para la competición europea en la temporada 1970-71. Volvieron la siguiente temporada para participar en la edición inaugural de la Copa de la UEFA, que sustituyó oficialmente la Copa de Ferias, pero su debut contra el Nantes lo llevó a la otra eliminación prematura. Porto regresó a este torneo en cuatro de las cinco temporadas siguientes, siendo la excepción 1973-74, cuando fracasó la clasificación para las competencias europeas. En la primera de esas temporadas (1972-73), Porto llegó a la tercera ronda de una competición europea por primera vez en su historia, pero fue eliminado por el Dinamo Dresde. Vencieron al Barcelona en la primera ronda, en lo que fue el primer encuentro europeo de los equipos y la única vez que Porto eliminó a los catalanes de competiciones europeas. En la Copa de la UEFA de 1975-76, Porto fue eliminado nuevamente en la tercera ronda, pero en el proceso se venció al Avenir Beggen de Luxemburgo con un récord de goleada en casa de (7-0) y que sumó al final (10-0) en el marcador global. En la primera ronda de la siguiente temporada de la Copa de la UEFA, Porto fue remontado por el Schalke 04. Después de un empate en el partido de ida, Porto desperdició una ventaja de 2-0 en el partido de vuelta, y en los últimos 15 minutos les anotaron 3 goles, que dieron lugar a su eliminación.
| Temporada | Torneo            | Ronda | Oponente                   | Local | Visitante | Glob.   | Ref.   |
| --- | ----------------- | ----- | -------------------------- | ----- | --------- | ------- | ------ |
| 1956–57 | Copa de Europa    | PR    | Atlético de Bilbao         | 1–2   | 2–3       | 3–5     | [ 6 ]  |
| 1959–60 | Copa de Europa    | PR    | Červená Hviezda Bratislava | 0–2   | 1–2       | 1–4     | [ 7 ]  |
| 1962–63 | Copa de Ferias    | R1    | Dinamo Zagreb              | 1–2   | 0–0       | 1–2     | [ 8 ]  |
| 1963–64 | Copa de Ferias    | R1    | Atlético Madrid            | 1–2   | 0–0       | 1–2     | [ 9 ]  |
| 1964–65 | Recopa de la UEFA | R1    | Lyon                       | 3–0   | 1–0       | 4–0     | [ 11 ] |
| 1964–65 | Recopa de la UEFA | R2    | 1860 Munich                | 0–1   | 1–1       | 1–2     | [ 11 ] |
| 1965–66 | Copa de Ferias    | R1    | Stade Français             | 0–0   | 1–0       | 1–0     | [ 12 ] |
| 1965–66 | Copa de Ferias    | R2    | Hannover 96                | 0–5   | 2–1       | 2–6     | [ 12 ] |
| 1966–67 | Copa de Ferias    | R1    | Bordeaux                   | 2–1   | 1–2       | 3–3 (c) | [ 14 ] |
| 1967–68 | Copa de Ferias    | R1    | Hibernian                  | 0–3   | 3–1       | 3–4     | [ 15 ] |
| 1968–69 | Recopa de la UEFA | R1    | Cardiff City               | 2–2   | 2–1       | 4–3     | [ 16 ] |
| 1968–69 | Recopa de la UEFA | R2    | Slovan Bratislava          | 1–0   | 0–4       | 1–4     | [ 16 ] |
| 1969–70 | Copa de Ferias    | R1    | Hvidovre                   | 2–0   | 2–1       | 4–1     | [ 17 ] |
| 1969–70 | Copa de Ferias    | R2    | Newcastle United           | 0–0   | 0–1       | 0–1     | [ 17 ] |
| 1971–72 | Copa de laUEFA    | R1    | Nantes                     | 0–2   | 1–1       | 1–3     | [ 19 ] |
| 1972–73 | Copa de la UEFA   | R1    | Barcelona                  | 3–1   | 1–0       | 4–1     | [ 20 ] |
| 1972–73 | Copa de la UEFA   | R2    | Club Brugge                | 3–0   | 2–3       | 5–3     | [ 20 ] |
| 1972–73 | Copa de la UEFA   | R3    | Dinamo Dresde              | 1–2   | 0–1       | 1–3     | [ 20 ] |
| 1974–75 | Copa de la UEFA   | R1    | Wolverhampton Wanderers    | 4–1   | 1–3       | 5–4     | [ 24 ] |
| 1974–75 | Copa de la UEFA   | R2    | Napoli                     | 0–1   | 0–1       | 0–2     | [ 24 ] |
| 1975–76 | Copa de la UEFA   | R1    | Avenir Beggen              | 7–0   | 3–0       | 10–0    | [ 21 ] |
| 1975–76 | Copa de la UEFA   | R2    | Dundee United              | 1–1   | 2–1       | 3–2     | [ 21 ] |
| 1975–76 | Copa de la UEFA   | R3    | Hamburg                    | 2–1   | 0–2       | 2–3     | [ 21 ] |
| 1976–77 | Copa de la UEFA   | R1    | Schalke 04                 | 2–2   | 2–3       | 4–5     | [ 23 ] |
| - Los goles del Porto aparecen primero en los marcadores. - Las victorias están marcadas con verde, los empates en amarillo, y las derrotas en rojo. |                   |       |                            |       |           |         |        |

### Primera Final – La época de Pedroto (1977–84)

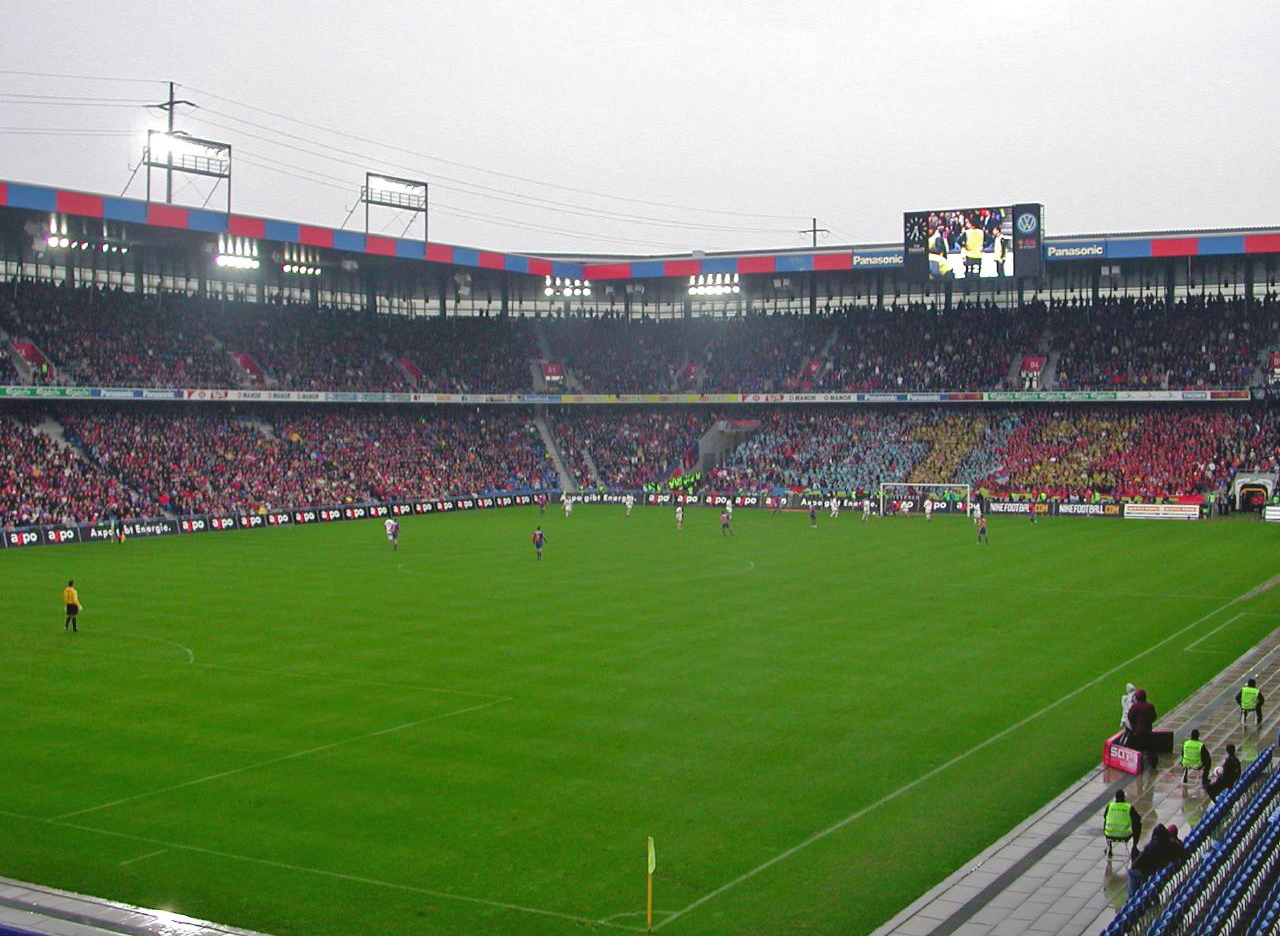
Final de la Recopa de Europa 1983-84, entre la Juventus y el Porto, que se llevó a cabo en el antiguo estadio St. Jakob, que ha sido sustituido por el moderno St. Jakob-Park (en la foto).

El Director técnico José María Pedroto estuvo a cargo de la victoria del Porto sobre Braga en la final de la Copa de Portugal de 1977, la cual garantizaba la participación del club en la Recopa de 1977-78. Después de superar a Köln en la primera ronda, Porto se enfrentó al Manchester United por primera vez en una competencia internacional de clubes. Avanzar a la segunda segunda fase predecían una tarea fácil para el equipo inglés, pero Porto sorprendió a sus visitantes y a Europa con una victoria por 4-0. En Old Trafford, Manchester United presionó con fuerza, e incluso fue beneficiado por 2 auto goles, sin embargo, su victoria de 5-2 fue insuficiente para evitar una sorprendente eliminación a manos de Porto. Al jugar por primera vez en una ronda de cuartos de final, fueron derrotados por los eventuales ganadores de la competición, por el equipo de Anderlecht.
Porto terminó la temporada en el primer lugar de la Liga de Primera división, poniendo fin a una sequía de 19 años de títulos de liga. En su regreso a la Copa de Europa, quedaron eliminados en la primera ronda después de sufrir su peor derrota en competiciones europeas: 6-1 ante el AEK Atenas. Porto consiguió títulos de liga para poder participar de nuevo en la Copa de Europa 1979-1980. Eliminaron al Milan en la primera ronda, con una victoria en el partido de vuelta de 1-0 en San Siro, y avanzaron a segunda fase con el Real Madrid. Dos goles de Fernando Gomes otorgaron una victoria en casa de 2-1, sin embargo, el gol del Real Madrid fue crucial para asegurar su clasificación, tomando en cuenta la regla de goles como visitante, después de una victoria de 1-0 en Madrid. Porto pasó sus siguientes cinco temporadas compitiendo favorablemente en la Copa de la UEFA o la Recopa de Europa. En las ediciones de 1980-81 y 1982-83 de la Copa de la UEFA, Porto fue eliminado en la segunda ronda por Grasshoppers y Anderlecht, respectivamente. En el medio, el club perdió en cuartos de final de la Recopa en 1981-82, donde fueron golpeados por los eventuales subcampeones, el equipo: Standard Liège.
Porto perdió la final de la Copa de Portugal de 1983 contra los campeones de la liga Benfica, lo que permitió su participación en la Recopa de 1983-84, como los perdedores de la final de copa. Eliminaron a Dinamo Zagreb, Rangers, y al Shakhtar Donetsk para alcanzar su primera semifinal europea. La competencia de Porto fue bastante cerrada con el equipo de Aberdeen, dirigidos por Alex Ferguson. Tomando una ventaja de 1-0 en el estadio Pittodrie, Porto resistió a la presión del ataque de sus oponentes. En el minuto 76, Vermelhinho marcó el único gol del partido, que confirmó el lugar del Porto en su primera final europea. "Simplemente no fuimos lo suficientemente buenos contra el Porto", dijo Ferguson en la entrevista. Esta hazaña fue recibida con tanto entusiasmo, ya que el avión que regresó al equipo de Porto no pudo aterrizar debido a que la pista había sido invadida por los seguidores. La final contra la Juventus fue disputada en el antiguo Estadio St. Jakob en Basilea, donde los aficionados portugueses eran minoría. Los italianos eran los favoritos, tomaron la delantera con un gol de Beniamino Vignola a los 13 minutos. Diecisiete minutos más tarde, Antonio Sousa logró el empate para Porto, pero el conjunto portugués no pudo evitar que Zbigniew Boniek anotara el gol de la victoria a favor del equipo Juventus. A pesar de la derrota, esta final fue la pauta en el crecimiento de la reputación internacional del club.
| Temporada | Torneo            | Ronda | Oponente                                                                           | Local | Visitante | Glob.   | Ref.   |
| --- | ----------------- | ----- | ---------------------------------------------------------------------------------- | ----- | --------- | ------- | ------ |
| 1977–78 | Recopa de la UEFA | R1    | Köln                                                                               | 2–2   | 1–0       | 3–2     | [ 25 ] |
| 1977–78 | Recopa de la UEFA | R2    | Manchester United                                                                  | 4–0   | 2–5       | 6–5     | [ 25 ] |
| 1977–78 | Recopa de la UEFA | QF    | Anderlecht                                                                         | 1–0   | 0–3       | 1–3     | [ 25 ] |
| 1978–79 | Copa Europea      | R1    | [[Archivo:{{{bandera alias-old}}}\|20x20px\|border\|Bandera de Grecia]] AEK Athens | 4–1   | 1–6       | 5–7     | [ 30 ] |
| 1979–80 | Copa de Europa    | R1    | Milan                                                                              | 0–0   | 1–0       | 1–0     | [ 31 ] |
| 1979–80 | Copa de Europa    | R2    | Real Madrid                                                                        | 2–1   | 0–1       | 2–2 (a) | [ 31 ] |
| 1980–81 | Copa de la UEFA   | R1    | Dundalk                                                                            | 1–0   | 0–0       | 1–0     | [ 32 ] |
| 1980–81 | Copa de la UEFA   | R2    | Grasshoppers                                                                       | 2–0   | 0–3 (aet) | 2–3     | [ 32 ] |
| 1981–82 | Recopa de Europa  | R1    | Vejle                                                                              | 3–0   | 1–2       | 4–2     | [ 34 ] |
| 1981–82 | Recopa de Europa  | R2    | Roma                                                                               | 2–0   | 0–0       | 2–0     | [ 34 ] |
| 1981–82 | Recopa de Europa  | QF    | Standard Liège                                                                     | 2–2   | 0–2       | 2–4     | [ 34 ] |
| 1982–83 | Copa de la UEFA   | R1    | Utrecht                                                                            | 2–0   | 1–0       | 3–0     | [ 33 ] |
| 1982–83 | Copa de la UEFA   | R2    | Anderlecht                                                                         | 3–2   | 0–4       | 3–6     | [ 33 ] |
| 1983–84 | Recopa de la UEFA | R1    | Dinamo Zagreb                                                                      | 1–0   | 1–2       | 2–2 (a) | [ 35 ] |
| 1983–84 | Recopa de la UEFA | R2    | Rangers                                                                            | 1–0   | 1–2       | 2–2 (a) | [ 35 ] |
| 1983–84 | Recopa de la UEFA | QF    | Shakhtar Donetsk                                                                   | 3–2   | 1–1       | 4–3     | [ 35 ] |
| 1983–84 | Recopa de la UEFA | SF    | Aberdeen                                                                           | 1–0   | 1–0       | 2–0     | [ 35 ] |
| 1983–84 | Recopa de la UEFA | F     | Juventus                                                                           |       |           | 1–2     | [ 35 ] |
| - Los goles del Porto aparecen primero en los marcadores. - Las victorias están marcadas con verde, los empates en amarillo, y las derrotas en rojo. |                   |       |                                                                                    |       |           |         |        |

### Primeros Títulos – La época de Arturo Jorge e Ivić (1984–91)

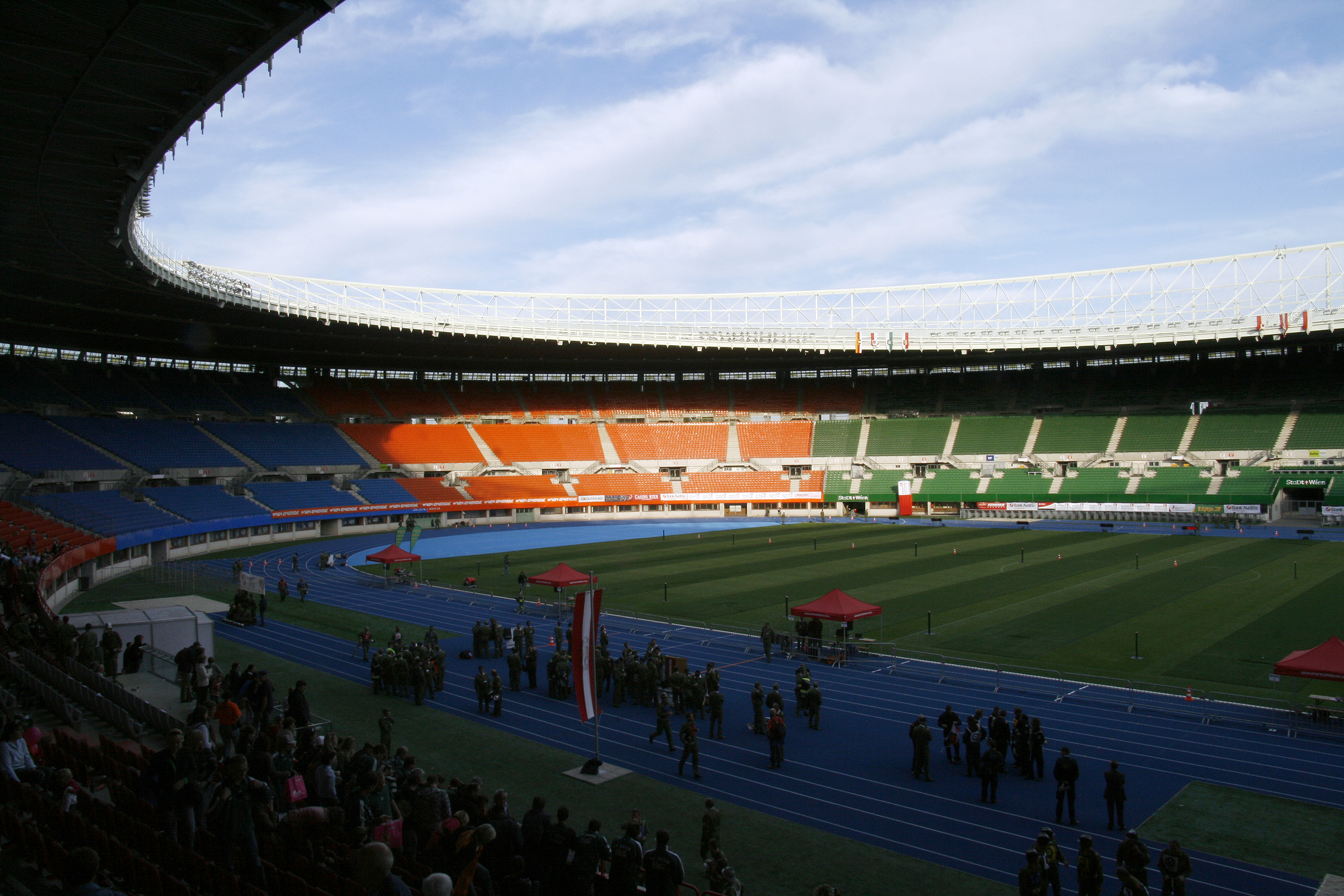
Estadio Ernst Happel, anteriormente conocido como Praterstadion, escenario donde tuvo lugar la final de la Copa de Europa de 1987, donde Porto fue campeón venciendo al Bayern Munich por 2-1.

La victoria en la final de la Copa de Portugal de 1984 garantizó el retorno de Porto a la Copa de Campeones de Copa en 1984-85, pero fueron eliminados en la primera ronda por el Wrexham, quienes fueron los subcampeones de la Copa de Gales. En enero de 1985, después de dejar su trabajo debido a problemas de salud, Pedroto murió; fue sustituido por su aprendiz Artur Jorge. Porto ganó la Liga Primera en 1984-85 y clasificó para la Copa de Europa de 1985 a 1986, donde venció al Ajax, dirigido por Johan Cruyff con jugadores como Ronald Koeman, Frank Rijkaard y Marco van Basten. Después de eso Porto se enfrentó a Barcelona en la segunda fase; después de una derrota de 2-0 en el Camp Nou, Juary anotó los tres goles de la victoria del Porto 3-1, lo cual fue suficiente para evitar la eliminación con la regla de goles de visitante.
Porto defendió su título de liga para ganarse un lugar en la Copa de Europa en 1986-1987. Se enfrentaron al Malta Rabat Ajax en la primera ronda, sin embargo, tuvo que jugar su partido de ida a distancia, en el Estadio das Antas (en Vila do Conde), porque el terreno de juego estaba siendo modificado para aumentar la capacidad del estadio. Los malteses sufrieron una derrota de 9-0, la mayor victoria en casa del Porto para las competiciones europeas. En la segunda ronda, que jugaron contra los campeones de Checoslovaquia TJ Vítkovice; Porto perdió 1-0 en Ostrava, pero se sobrepuso a la desventaja con una victoria de 3-0 en casa. Eliminaron a Brondby de Dinamarca para avanzar a las semifinales de la Copa de Europa por primera vez, en la que se enfrentaron al Dynamo Kiev. Los soviéticos fueron considerados los favoritos,[48] pero Porto ganó las dos partidos con un marcador de 2-1 y confirmó su segunda final europea en cuatro temporadas.
En medio del Porto y el título europeo se encontraba Bayern Munich, tres veces campeón de la copa y equipo que venció al Real Madrid en la semifinal anterior, tenía todas las probabilidades a su favor. Por otra parte, el defensa Central, Lima Pereira, y el delantero Fernando Gomes habían sufrido lesiones en las piernas y no se consideraba apto para jugar. Con la final programada en el Praterstadion de Viena, el apoyo para el equipo bávaro superaba en número. El Bayern tomó la delantera en el minuto 26 a través de Ludwig Kögl, fue hasta el minuto 77, cuando Rabah Madjer empató y se convirtió en uno de los goles más memorables en la final de la Copa Europea. Tres minutos más tarde, Madjer proporcionó un pase decisivo a Juary que decidió el encuentro. Su victoria fue celebrada en Portugal y elogiado por la prensa europea, quien destacó en el segundo tiempo el resurgimiento del Porto y las contribuciones clave de Madjer, Juary y Paulo Futre en el éxito del equipo. Habiendo sido testigo de sus rivales, Lisboa levantó trofeos europeos en los años de 1960. Benfica ganó la Copa de Europa en 1961 y 1962, y la exitosa carrera de la Recopa del Sporting en 1964) – esta victoria significaba que Porto ya no era el único " Los Tres grandes " clubs en Portugal sin un trofeo internacional.

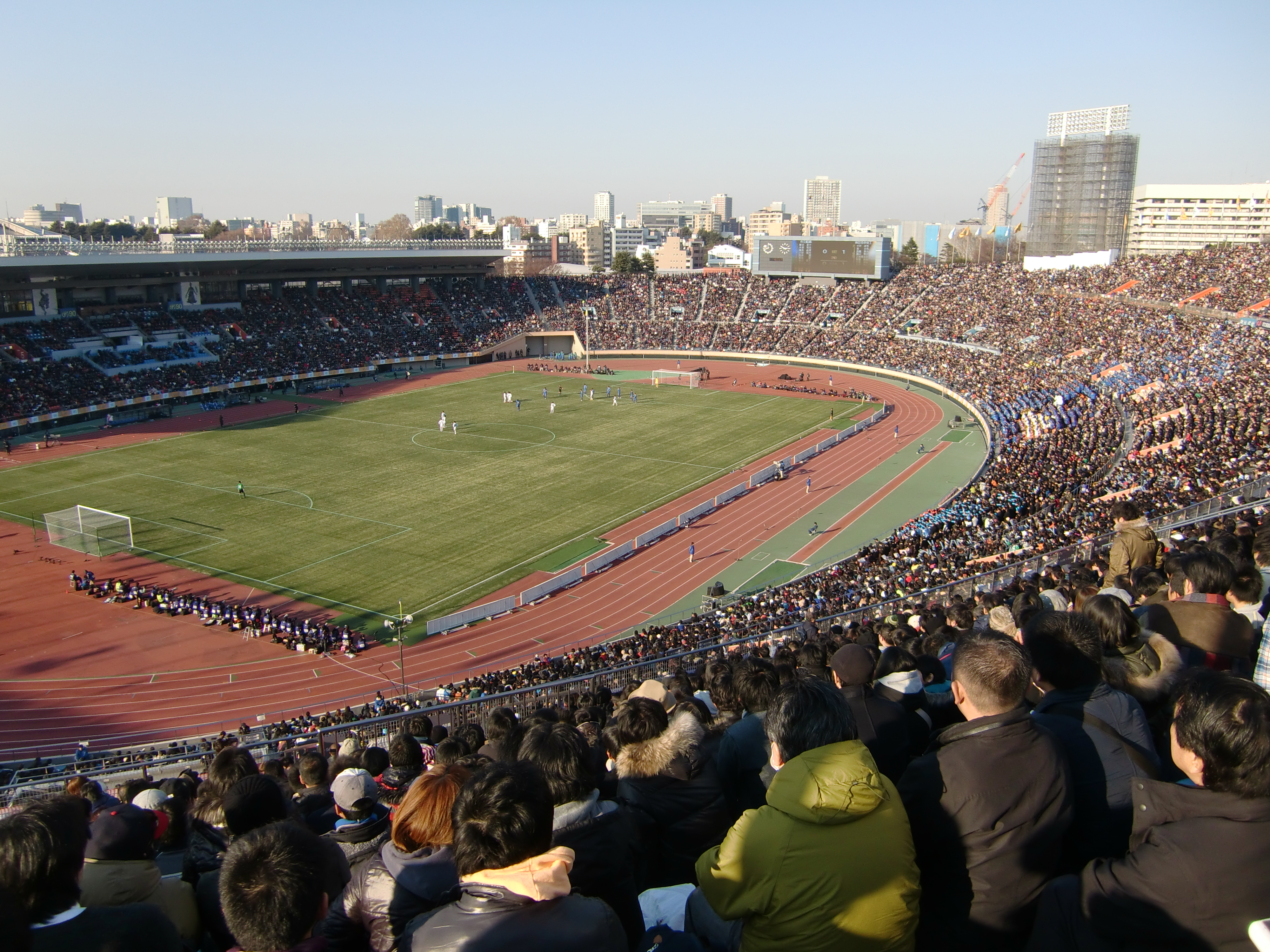
El Estadio Olímpico de Tokio fue sede de la Copa Intercontinental de 1987 donde Porto venció 2-1 sobre el Peñarol.

Poco después de la final, Artur Jorge dejó Porto para entrenar al equipo francés Matra Racing; su sustituto fue Tomislav Ivić. Como ganadores de la Copa de Europa, en 1987, el Porto jugó la Supercopa de Europa contra el Ajax, en el cual, el equipo portugués fue vencedor. Porto ganó el partido de ida por 1-0 en Ámsterdam, y dos meses más tarde repitió el resultado en casa, convirtiéndose en los primeros ganadores de la competición portuguesa. Por lo cual, Porto viajó a Japón para disputar la Copa Intercontinental de 1987 contra los ganadores de la Copa Libertadores de 1987, Peñarol de Uruguay. Una fuerte tormenta de nieve golpeó Tokio el día del partido, lo cual casi los obligó a aplazar el encuentro. A pesar de las malas condiciones climáticas, el juego siguió adelante. Porto tomó la delantera justo antes del descanso, pero concedió el empate en los últimos minutos de la segunda mitad. En el tiempo extra, Madjer arrojó una bola desde el centro del campo por encima del portero de Peñarol; que aterrizó en la nieve a unos pocos pies de distancia de la línea de gol, pero con suficiente impulso para rodar en la meta y aseguro a Porto (y a los Portugueses) su primer título de la Copa Intercontinental.
Como ganadores, Porto era automáticamente clasificado para la Copa de Europa de 1987-1988, pero el éxito de su temporada anterior no fue emulado, ya que fueron eliminados en la segunda ronda por el Real Madrid. Ivić finalizó con el Porto con un título de liga y Artur Jorge fue llevado de vuelta para continuar con la temporada de 1988-89. En la Copa de Europa 1988-89, Porto fue eliminado por el PSV Eindhoven, después de una derrota 5-0. Al finalizar en segundo lugar en la Primera división portuguesa de 1988-89, siete años después de su última participación, Porto entró en la Copa de la UEFA. Eliminaron a Flacara Moreni de Rumania y Valencia, antes de perder en la tercera ronda de Hamburg. Regresando a la Copa de Europa en 1990-91, Porto comenzó por vencer a los campeones de Irlanda del Norte Portadown (13-1 en total, incluyendo una victoria en el partido de vuelta de 8-1, el club más grande de competiciones europeas), ]) y el Dinamo de Bucarest ( 4-0 ). En los cuartos de final, se enfrentaron a Bayern Munich por primera vez desde la final de 1987. Después de que el Porto asegurara un empate 1-1 en Múnich, fueron golpeados por 2-0 en casa.
| Temporada | Torneo                       | Ronda                 | Oponente         | Local | Visitante | Glob.   | Ref.   |
| --- | ---------------------------- | --------------------- | ---------------- | ----- | --------- | ------- | ------ |
| 1984–85 | Recopa de la UEFA            | R1                    | Wrexham          | 4–3   | 0–1       | 4–4 (a) | [ 43 ] |
| 1985–86 | Liga de Campeones            | R1                    | Ajax             | 2–0   | 0–0       | 2–0     | [ 45 ] |
| 1985–86 | Liga de Campeones            | R2                    | Barcelona        | 3–1   | 0–2       | 3–3 (a) | [ 45 ] |
| 1986–87 | Liga de Campeones            | R1                    | Rabat Ajax       | 9–0   | 1–0       | 10–0    | [ 46 ] |
| 1986–87 | Liga de Campeones            | R2                    | Vítkovice        | 3–0   | 0–1       | 3–1     | [ 46 ] |
| 1986–87 | Liga de Campeones            | QF                    | Brøndby          | 1–0   | 1–1       | 2–1     | [ 46 ] |
| 1986–87 | Liga de Campeones            | SF                    | Dynamo Kiev      | 2–1   | 2–1       | 4–2     | [ 46 ] |
| 1986–87 | Liga de Campeones            | F                     | Bayern Munich    |       |           | 2–1     | [ 46 ] |
| 1987 | Supercopa de Europa          | Supercopa de Europa   | Ajax             | 1–0   | 1–0       | 2–0     | [ 58 ] |
| 1987 | Copa Intercontinental        | Copa Intercontinental | Peñarol          |       |           | 2–1     | [ 60 ] |
| 1987–88 | Liga de Campeones de la UEFA | R1                    | Vardar           | 3–0   | 3–0       | 6–0     | [ 63 ] |
| 1987–88 | Liga de Campeones de la UEFA | R2                    | Real Madrid      | 1–2   | 1–2       | 2–4     | [ 63 ] |
| 1988–89 | Copa Europea                 | R1                    | HJK              | 3–0   | 0–2       | 3–2     | [ 64 ] |
| 1988–89 | Copa Europea                 | R2                    | PSV Eindhoven    | 2–0   | 0–5       | 2–5     | [ 64 ] |
| 1989–90 | Copa de la UEFA              | R1                    | Flacăra Moreni   | 2–0   | 2–1       | 4–1     | [ 65 ] |
| 1989–90 | Copa de la UEFA              | R2                    | Valencia         | 3–1   | 2–3       | 5–4     | [ 65 ] |
| 1989–90 | Copa de la UEFA              | R3                    | Hamburg          | 2–1   | 0–1       | 2–2 (a) | [ 65 ] |
| 1990–91 | Copa de Europa               | R1                    | Portadown        | 5–0   | 8–1       | 13–1    | [ 66 ] |
| 1990–91 | Copa de Europa               | R2                    | Dinamo Bucureşti | 4–0   | 0–0       | 4–0     | [ 66 ] |
| 1990–91 | Copa de Europa               | QF                    | Bayern Munich    | 1–1   | 0–2       | 1–3     | [ 66 ] |
| - Los goles del Porto aparecen primero en los marcadores. - Las victorias están marcadas con verde, los empates en amarillo, y las derrotas en rojo. |                              |                       |                  |       |           |         |        |

### Liga de Campeones de la UEFA (1991–2002)

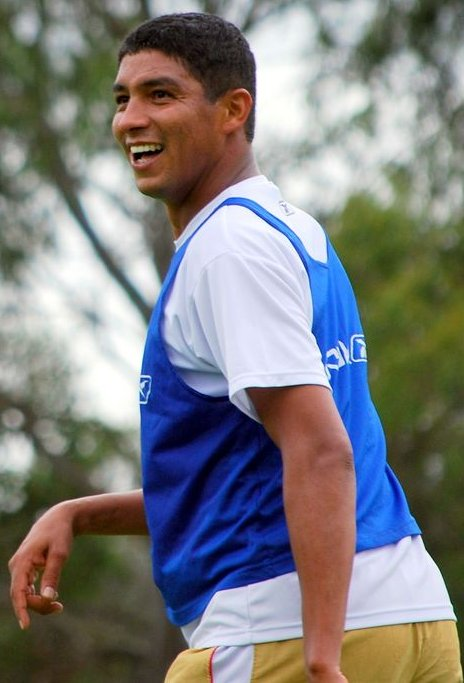
Mário Jardel, delantero de finales de los 90's, anotó 19 goles en 32 partidos europeos.

Porto entró en la Recopa de 1991-92 después de su séptima victoria en la final de la Copa portuguesa a mediados de 1991, pero su campaña terminó en la segunda ronda contra el Tottenham. En la temporada 1992-93, la UEFA renombró la Copa de Europa como la UEFA Liga de Campeones, “UEFA Champions League”, y confirmó la introducción un nuevo formato que incluía de una fase de grupos, probado en la temporada anterior. Aparte de 1994-95 cuando compitió por última vez en la Recopa -. siendo eliminado por penales en los cuartos de final contra la Sampdoria – Porto estuvo presente en todas las ediciones de la Liga de Campeones desde de la temporada de fundación hasta la temporada 1999-2000. En la primera fase, Porto superó dos rondas preliminares para llegar a la fase de grupos, donde jugaron contra el IFK Göteborg, Milan y el PSV Eindhoven. Dos victorias en seis partidos resultado en un tercer lugar de grupo y no pudo avanzar hacia la fase final (sólo accesible para los ganadores de cada grupo). Volvieron la temporada siguiente a la fase de grupos y se enfrentaron contra el Anderlecht, el Werder Bremen, y Milan. Después de una goliza de 5-0 propinada por los alemanes, Porto aseguró subcampeonato del grupo y una reunión en semifinales con el Barcelona. Fue un partido único que tuvo lugar en el Camp Nou, y terminó con una victoria 3-0 para los locales.
La participación 1995-96 Liga de campeones fue de corta duración para el Porto pues terminó fuera de los dos primeros puestos de su grupo. En la siguiente temporada compartieron grupo con el Milan por tercera vez en cuatro participaciones. No habían podido vencer a los italianos en sus encuentros anteriores y estaban a punto de sufrir una nueva derrota en San Siro ya que perdían en Milán 2-1 cuando faltaban 20 minutos para el final. Sin embargo, dos goles de Mário Jardel sellaron la victoria para el Porto. Fueron confirmados como primero de grupo después de las victorias sobre el IFK Göteborg y el Rosenborg. En los cuartos de final, cayeron ante el Manchester United después de una derrota por 4-0. Porto no avanzó más allá de la fase de grupos de las dos siguientes temporadas de la Liga de Campeones pues fue último en 1997-98 y en 1998-99 tercero]. El club regresó en la temporada 1999-2000, superaron dos fases de grupos para enfrentarse con el Bayern de Múnich en los cuartos de final. Tras empatar 1-1 en Portugal, Bayern tomó una ventaja temprana en la segunda parte; Porto igualó el marcador en el minuto 88, pero un minuto después, los alemanes anotaron el gol de la victoria.
Sporting ganó la Primera Liga 1999-2000 y terminó posibilidades del Porto para hacerse de un récord de seis títulos consecutivos. Como subcampeón, Porto tuvo que pasar por una fase de clasificación para la fase de grupos de la Liga de Campeones de la UEFA 2000-01. Sin embargo, una pérdida contra el Anderlecht significó la eliminación y la consiguiente transferencia a la Copa de la UEFA de la temporada, donde fueron derrotados en los cuartos de final por los eventuales ganadores, Liverpool. Después de haber perdido el título de liga de la temporada 2000-01 contra el rival local Boavista, Porto tuvo que iniciar su participación 2001-02 Champions en la segunda ronda de clasificación. Derrotaron equipo galés Barry Town y Grasshoppers para llegar a la primera fase de grupos, donde terminó en segunda posición detrás de la Juventus. En la segunda fase de grupos, Porto registró cuatro derrotas en seis partidos, terminando en el cuarto y último lugar. En el plano nacional, el club llegó a la conclusión de la liga en tercera posición, justo fuera de los puestos de clasificación para la Liga de Campeones de la UEFA. A mediados de la temporada, Porto despidió entrenador Octávio Machado y contrató entrenador portugués de 38 años de edad, José Mourinho, que había conducido al Leiria a su mejor posición en la liga de toda su historia.
| Temporada | Torneo                       | Ronda | Oponente          | Local     | Visitante | Glob.     | Ref.   |
| --- | ---------------------------- | ----- | ----------------- | --------- | --------- | --------- | ------ |
| 1991–92 | Recopa de Europa de laUEFA   | R1    | Valletta          | 1–0       | 3–0       | 4–0       | [ 67 ] |
| 1991–92 | Recopa de Europa de laUEFA   | R2    | Tottenham Hotspur | 0–0       | 1–3       | 1–3       | [ 67 ] |
| 1992–93 | Liga de Campeones de la UEFA | R1    | Union Luxembourg  | 5–0       | 4–1       | 9–1       | [ 70 ] |
| 1992–93 | Liga de Campeones de la UEFA | R2    | Sion              | 4–0       | 2–2       | 6–2       | [ 70 ] |
| 1992–93 | Liga de Campeones de la UEFA | GS    | PSV Eindhoven     | 2–2       | 0–1       | 2-3       | [ 70 ] |
| 1992–93 | Liga de Campeones de la UEFA | GS    | IFK Göteborg      | 2–0       | 0–1       | 2-1       | [ 70 ] |
| 1992–93 | Liga de Campeones de la UEFA | GS    | Milan             | 0–1       | 0–1       | 0-2       | [ 70 ] |
| 1993–94 | Liga de Campeones de la UEFA | R1    | Floriana          | 2–0       | 0–0       | 2–0       | [ 71 ] |
| 1993–94 | Liga de Campeones de la UEFA | R2    | Feyenoord         | 1–0       | 0–0       | 1–0       | [ 71 ] |
| 1993–94 | Liga de Campeones de la UEFA | GS    | Werder Bremen     | 3–2       | 5–0       | 8-2       | [ 71 ] |
| 1993–94 | Liga de Campeones de la UEFA | GS    | Milan             | 0–0       | 0–3       | 0-3       | [ 71 ] |
| 1993–94 | Liga de Campeones de la UEFA | GS    | Anderlecht        | 2–0       | 0–1       | 2-1       | [ 71 ] |
| 1993–94 | Liga de Campeones de la UEFA | SF    | Barcelona         | Barcelona | Barcelona | 0–3       | [ 71 ] |
| 1994–95 | Recopa de Europa de la UEFA  | R1    | ŁKS Łódź          | 2–0       | 1–0       | 3–0       | [ 69 ] |
| 1994–95 | Recopa de Europa de la UEFA  | R2    | Ferencváros       | 6–0       | 0–2       | 6–2       | [ 69 ] |
| 1994–95 | Recopa de Europa de la UEFA  | QF    | Sampdoria         | 0–1 (aet) | 1–0       | 1–1 (3–5) | [ 69 ] |
| 1995–96 | Liga de Campeones de la UEFA | GS    | Nantes            | 2–2       | 0–0       | 2–2       | [ 72 ] |
| 1995–96 | Liga de Campeones de la UEFA | GS    | AaB               | 2–0       | 2–2       | 4–2       | [ 72 ] |
| 1995–96 | Liga de Campeones de la UEFA | GS    | Panathinaikos     | 0–1       | 0–0       | 0–1       | [ 72 ] |
| 1996–97 | Liga de Campeones de la UEFA | GS    | Milan             | 1–1       | 3–2       | 4–3       | [ 74 ] |
| 1996–97 | Liga de Campeones de la UEFA | GS    | IFK Göteborg      | 2–1       | 2–0       | 4–1       | [ 74 ] |
| 1996–97 | Liga de Campeones de la UEFA | GS    | Rosenborg         | 3–0       | 1–0       | 3–0       | [ 74 ] |
| 1996–97 | Liga de Campeones de la UEFA | QF    | Manchester United | 0–0       | 0–4       | 0–4       | [ 74 ] |
| 1997–98 | Liga de Campeones de la UEFA | GS    | Olympiacos        | 2–1       | 0–1       | 2–2       | [ 75 ] |
| 1997–98 | Liga de Campeones de la UEFA | GS    | Real Madrid       | 0–2       | 0–4       | 0–6       | [ 75 ] |
| 1997–98 | Liga de Campeones de la UEFA | GS    | Rosenborg         | 1–1       | 0–2       | 1–3       | [ 75 ] |
| 1998–99 | Liga de Campeones de la UEFA | GS    | Olympiacos        | 2–2       | 1–2       | 3–4       | [ 76 ] |
| 1998–99 | Liga de Campeones de la UEFA | GS    | Ajax              | 3–0       | 1–2       | 4–2       | [ 76 ] |
| 1998–99 | Liga de Campeones de la UEFA | GS    | Croatia Zagreb    | 3–0       | 1–3       | 4–3       | [ 76 ] |
| 1999–2000 | Liga de Campeones de la UEFA | GS1   | Molde             | 3–1       | 1–0       | 4–1       | [ 77 ] |
| 1999–2000 | Liga de Campeones de la UEFA | GS1   | Olympiacos        | 2–0       | 0–1       | 2–1       | [ 77 ] |
| 1999–2000 | Liga de Campeones de la UEFA | GS1   | Real Madrid       | 2–1       | 1–3       | 3–4       | [ 77 ] |
| 1999–2000 | Liga de Campeones de la UEFA | GS2   | Sparta Prague     | 2–2       | 2–0       | 4–2       | [ 77 ] |
| 1999–2000 | Liga de Campeones de la UEFA | GS2   | Hertha de Berlín  | 1–0       | 1–0       | 2–0       | [ 77 ] |
| 1999–2000 | Liga de Campeones de la UEFA | GS2   | Barcelona         | 0–2       | 2–4       | 2–6       | [ 77 ] |
| 1999–2000 | Liga de Campeones de la UEFA | QF    | Bayern Munich     | 1–1       | 1–2       | 2–3       | [ 77 ] |
| 2000–01 | Liga de Campeones de la UEFA | Q3    | Anderlecht        | 0–0       | 0–1       | 0–1       | [ 79 ] |
| 2000–01 | Copa de la UEFA              | R1    | Partizan          | 1–0       | 1–1       | 2–1       | [ 80 ] |
| 2000–01 | Copa de la UEFA              | R2    | Wisła Kraków      | 3–0       | 0–0       | 3–0       | [ 80 ] |
| 2000–01 | Copa de la UEFA              | R3    | Espanyol          | 0–0       | 2–0       | 2–0       | [ 80 ] |
| 2000–01 | Copa de la UEFA              | R4    | Nantes Atlantique | 3–1       | 1–2       | 4–3       | [ 80 ] |
| 2000–01 | Copa de la UEFA              | QF    | Liverpool         | 0–0       | 0–2       | 0–2       | [ 80 ] |
| 2001–02 | Liga de Campeones de la UEFA | Q2    | Barry Town        | 8–0       | 1–3       | 9–3       | [ 81 ] |
| 2001–02 | Liga de Campeones de la UEFA | Q3    | Grasshoppers      | 2–2       | 3–2       | 5–4       | [ 81 ] |
| 2001–02 | Liga de Campeones de la UEFA | GS1   | Rosenborg         | 1–0       | 2–1       | 3–1       | [ 81 ] |
| 2001–02 | Liga de Campeones de la UEFA | GS1   | Celtic            | 3–0       | 0–1       | 3–1       | [ 81 ] |
| 2001–02 | Liga de Campeones de la UEFA | GS1   | Juventus          | 0–0       | 1–3       | 1–3       | [ 81 ] |
| 2001–02 | Liga de Campeones de la UEFA | GS2   | Panathinaikos     | 2–1       | 0–0       | 2–1       | [ 81 ] |
| 2001–02 | Liga de Campeones de la UEFA | GS2   | Sparta Prague     | 0–1       | 0–2       | 0–3       | [ 81 ] |
| 2001–02 | Liga de Campeones de la UEFA | GS2   | Real Madrid       | 1–2       | 0–1       | 1–3       | [ 81 ] |
| - Los goles del Porto aparecen primero en los marcadores. - Las victorias están marcadas con verde, los empates en amarillo, y las derrotas en rojo. |                              |       |                   |           |           |           |        |

### El regreso a la gloria – Los años de Mourinho (2002–04)

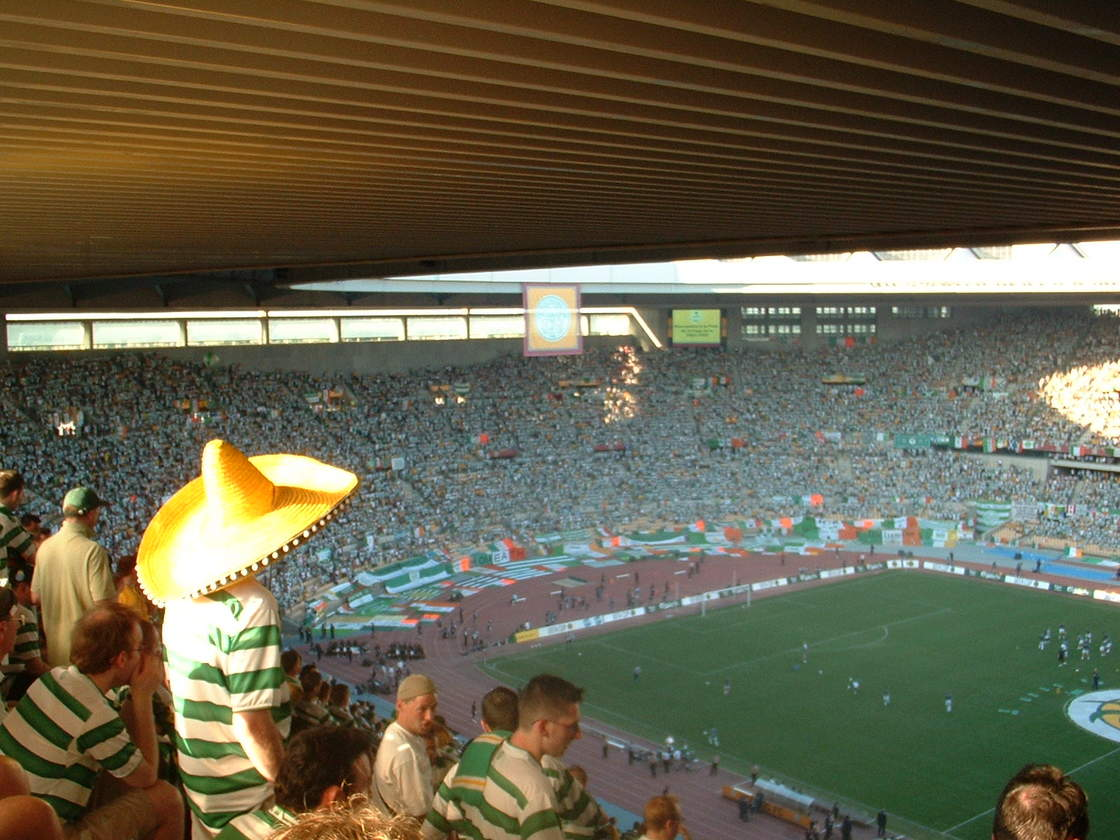
Los aficionados del Celtic en el Estadio Olímpico de Sevilla, sede de la Final de la Copa de la UEFA 2003

Situado quinto en la liga, Porto consolidó sus actuaciones después de la llegada de Mourinho y registró un récord de empate, victorias y derrotas de 11-2-2 para subir al tercer puesto y clasificarse para la Copa de la UEFA 2002-03. Se avanzó a través de las primeras cuatro rondas con victorias convincentes, sufriendo solo una derrota en contra el equipo francés Lens. En los cuartos de final, Porto se vio sorprendido en casa por una derrota de 1-0 ante el Panathinaikos. En Atenas, Derlei anotó a los 16 minutos para empatar el marcador global, y anotó un segundo gol en la primera mitad de la prórroga para enviar a Porto a las semifinales. Frente a la Lazio en el partido en casa, Porto concedió un tempranero gol de Claudio López. Unos minutos más tarde, Maniche provocó una gran exhibición de ataque por parte del equipo local, que anotó tres goles para lograr una ventaja significativa en e partido de vuelta. En Roma, un empate sin goles confirmó la presencia del Porto en su tercer gran final en competencias Europeas, la primera desde su victoria en la Copa de Europa de 1987. Su oponente fue el Celtic, que había eliminado el Boavista en la otra semifinal para avanzar a su primera final europea desde 1970.
Programada para el 21 de mayo del 2003 en el Estadio Olímpico de Sevilla, la final de la Copa de la UEFA se llevó a cabo bajo un calor intenso, que no disuadió a una gran multitud de 53,000 seguidores, sobre todo en favor del equipo escocés. Una disputada primera mitad se dirigía hacia el medio tiempo cuando, durante el tiempo de compensación, Derlei puso por delante al Porto. Poco después de la reanudación, Henrik Larsson encabezó el empate del Celtic, pero Dmitri Alenichev restauró la ventaja del Porto y unos minutos más tarde Larsson igualó el marcador nuevamente, enviando el partido a prórroga. A pesar de la expulsión de Baldé en la primera mitad de la prórroga, el Celtic se mantuvo hasta el minuto 115, cuando Derlei interceptó el pase de un jugador rival y venció al portero para anotar el gol de la victoria. Su 12º gol en la competición le confirmó como el máximo anotador (por delante de Larsson), e inscribió al Porto (y Portugal) en la lista de ganadores de la Copa de la UEFA, por primera vez. Con su primer título de Primera Liga en cuatro años confirmado matemáticamente dos semanas antes de la final en Sevilla, Mourinho llevó luego al Porto a la victoria en la final de la Copa de Portugal, en contra de su antiguo club, Leiria, para concluir una gran temporada ganadora.

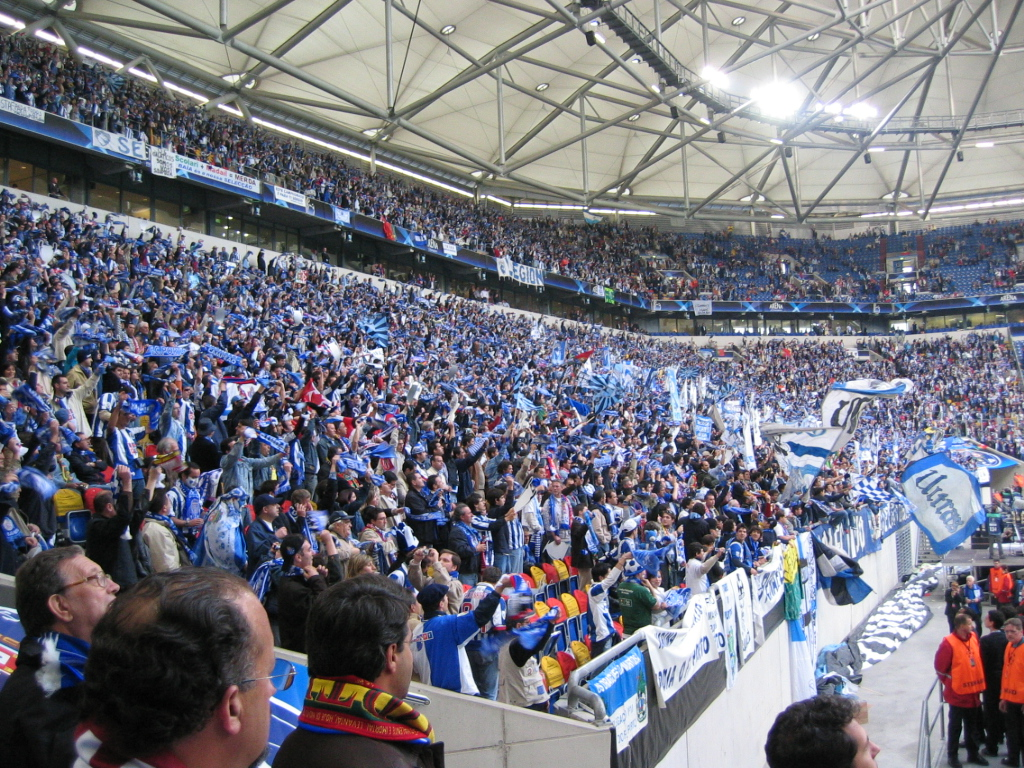
Seguidores del Porto en el Arena AufSchalke, sede de la final de la Liga de Campeones de la UEFA

A finales de agosto, Porto inició su temporada europea 2003-04 con una derrota en el partido de la Supercopa de Europa del 2003 contra los ganadores de la Liga de campeones 2002-03, Milan. Dos semanas más tarde, comenzaron su campaña de Liga de Campeones 2003-04 en un grupo que comprendía el real Madrid, Marsella, y Partizan. Porto clasificó para los octavos de final como segundo, detrás del Real Madrid, que sufrió solo una derrota en la fase de grupos. En el sorteo de la ronda de 16 equipos Porto salió sorteado para jugar contra el Manchester United, el partido de ida tendría lugar en Portugal. En el primer partido de competencias europeas del club en el Estádio do Dragão, Porto ganó 2-1 con goles de Benni McCarthy. En Old Trafford, Paul Scholes puso a los Ingleses por delante en el partido y en la clasificación (ventaja por goles de visitante ). En el borde de la eliminación, Porto cobró una falta en el minuto 90; el disparo de McCarthy fue bloqueado cerca de la línea por el portero Tim Howard, pero Costinha atrapó el rebote y anotó el gol del empate que dio al Porto el pase a la siguiente ronda. En los cuartos de final, se sobrepusieron a otro equipo, esta vez uno de Francia (Lyon), para avanzar a la semifinal de la Liga de Campeones de la UEFA (UEFA Champions League) por primera vez desde 1994. Porto enfrentó a Deportivo la Coruña, que había eliminado de forma convincente a los finalistas de la temporada anterior, la Juventus y el Milan. Un partido de ida sin goles en Portugal aplazó la decisión al Estadio de Riazor, donde un penal convertido por Derlei confirmó segunda final europea importante del Porto en dos temporadas consecutivas. Los otros finalistas fueron el Mónaco, que habían eliminado al Real Madrid y Chelsea.
La Arena AufSchalke en Gelsenkirchen fue sede de la final, y proporcionó uno de los resultados más desiguales en finales de la Copa de Europa y la Liga de Campeones, pues Porto derrotó 3-0 al Mónaco. A pesar del resultado, Mónaco presionó intensamente y crearon incursiones peligrosas en el área de Porto potenciadas por el capitán Ludovic Giuly, que fue sustituido a mitad de la primera parte debido a una lesión. En el minuto 38, Carlos Alberto abrió el marcador para el Porto. A pesar del gol y sin el media-punta Giuly, Mónaco creó posibilidades en la segunda mitad, pero, Alenichev y Deco tenían objetivos claros y anotaron el segundo y tercer gol, respectivamente. El Porto ganó el prestigiado torneo de la UEFA por segunda y se convirtió en el segundo equipo en ganar la Copa de la UEFA y la Copa Europea de Clubes en temporadas consecutivas, después que el Liverpool ganara la Copa de Europa y la Copa de la UEFA en 1975-76 y 1976-77. Este fue el último partido de Mourinho con el Porto; una semana más tarde, se presentó como director técnico del Chelsea.
| Temporada | Torneo                       | Ronda               | Oponente            | Local  | Visitante | Glob.     | Ref.   |
| --- | ---------------------------- | ------------------- | ------------------- | ------ | --------- | --------- | ------ |
| 2002–03 | Copa de la UEFA              | R1                  | Polonia Warsaw      | 6–0    | 0–2       | 6–2       | [ 85 ] |
| 2002–03 | Copa de la UEFA              | R2                  | Austria Wien        | 2–0    | 1–0       | 3–0       | [ 85 ] |
| 2002–03 | Copa de la UEFA              | R3                  | Lens                | 3–0    | 0–1       | 3–1       | [ 85 ] |
| 2002–03 | Copa de la UEFA              | R4                  | Denizlispor         | 6–1    | 2–2       | 8–3       | [ 85 ] |
| 2002–03 | Copa de la UEFA              | QF                  | Panathinaikos       | 0–1    | 2–0 (aet) | 2–1       | [ 85 ] |
| 2002–03 | Copa de la UEFA              | SF                  | Lazio               | 4–1    | 0–0       | 4–1       | [ 85 ] |
| 2002–03 | Copa de la UEFA              | F                   | Celtic              | Celtic | Celtic    | 3–2 (aet) | [ 85 ] |
| 2003 | Supercopa de Europa          | Supercopa de Europa | Milan               | Milan  | Milan     | 0–1       | [ 95 ] |
| 2003–04 | Liga de Campeones de la UEFA | GS                  | Partizan            | 2–1    | 1–1       | 3–2       | [ 96 ] |
| 2003–04 | Liga de Campeones de la UEFA | GS                  | Real Madrid         | 1–3    | 1–1       | 2–4       | [ 96 ] |
| 2003–04 | Liga de Campeones de la UEFA | GS                  | Marseille           | 1–0    | 3–2       | 4–2       | [ 96 ] |
| 2003–04 | Liga de Campeones de la UEFA | R16                 | Manchester United   | 2–1    | 1–1       | 3–2       | [ 96 ] |
| 2003–04 | Liga de Campeones de la UEFA | QF                  | Lyon                | 2–0    | 2–2       | 4–2       | [ 96 ] |
| 2003–04 | Liga de Campeones de la UEFA | SF                  | Deportivo La Coruña | 0–0    | 1–0       | 1–0       | [ 96 ] |
| 2003–04 | Liga de Campeones de la UEFA | F                   | Monaco              | Monaco | Monaco    | 3–0       | [ 96 ] |
| - Los goles del Porto aparecen primero en los marcadores. - Las victorias están marcadas con verde, los empates en amarillo, y las derrotas en rojo. |                              |                     |                     |        |           |           |        |

### Transición post-Mourinho y los años de Ferreira (2004–10)
Después del éxito en la Champions League el equipo sufrió un duro golpe, pues vieron a su entrenador y actores clave en el club dejar la institución para partir a clubes de ligas europeas prominentes. Para sustituir a Mourinho, Porto firmó Luigi Del Neri, pero el italiano fue despedido antes de dirigir un partido oficial, y su lugar fue ocupado por Víctor Fernández. Su paso no comenzó bien, ya que Porto perdió la Supercopa de la UEFA por segunda vez en dos años, cayendo por 2-1 ante el Valencia. Al ser el poseedor del título de la Champions League aseguraron un lugar en la fase de grupos de la siguiente temporada del torneo, Porto se encontró en el mismo grupo que el Chelsea, lo que significó el regreso de Mourinho al Estádio do Dragão. En el último partido del grupo, recibieron a los londinenses con la necesidad de una victoria para asegurar la calificación. Damien Duff puso Chelsea por delante, Porto estaba en riesgo de convertirse en el primer Campeón que no avanzaba de la fase de grupos la siguiente temporada, pero los goles de Diego y McCarthy salvaron al Porto de la eliminación prematura. Sin embargo, los defensores del título fueron eliminados posteriormente en el ronda de 16, después de perder 4-2 en el global ante el Inter. Antes de esto, Porto volvió a Japón para disputar la última edición de la Copa Intercontinental, 17 años después de su primer triunfo. Dominaron el Once Caldas de Colombia durante la mayor parte de los 90 minutos más el tiempo extra, pero fueron incapaces de marcar. Se ejecutaron 18 tiros desde el punto penal para decidir el partido 8-7 a favor del Porto y dar al club de su segundo y último título en esta competición.

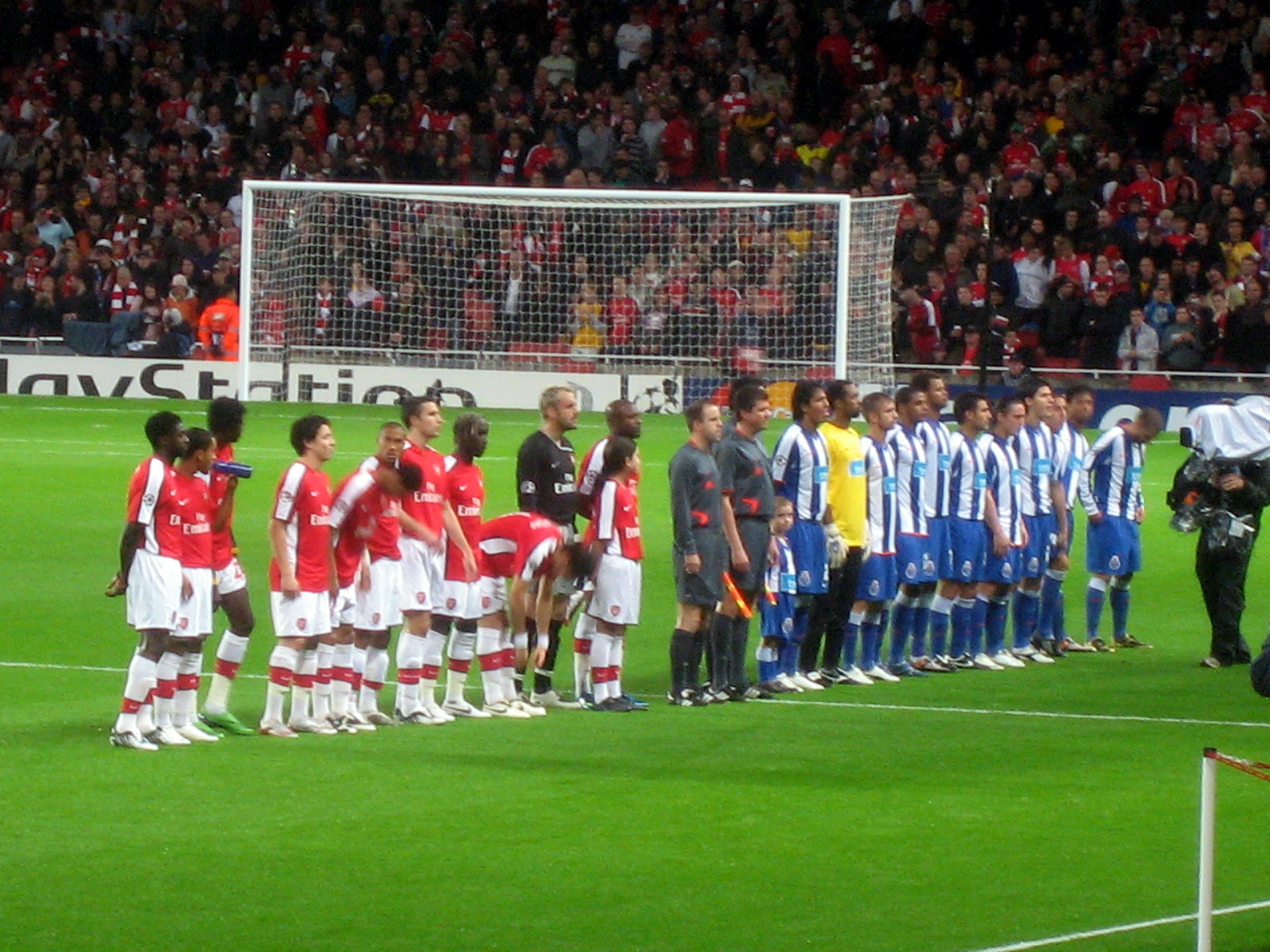
Arsenal y Oporto antes de su partido de fase de grupos de la Liga de Campeones de la UEFA 2008-09 en Londres

A pesar de la inestabilidad de gestión técnica - Fernández fue reemplazado por José Couceiro poco después de su eliminación de la Liga de Campeones - y los pobres resultados en partidos de liga Porto terminó subcampeón por detrás del Benfica y aseguro la calificación para la fase de grupos de la Champions 2005-06. El holandés Co Adriaanse fue designado como nuevo entrenador para la temporada 2005-06, y, aunque su equipo era entregado, la recuperación tanto de la liga portuguesa y títulos de la Copa fue difícil y tras la decepcionante Champions, donde terminaron en último lugar de su grupo, con una victoria y tres derrotas. La reacción de Adriaanse fue su renuncia en el verano del 2006, el club firmó al experimentado entrenador Jesualdo Ferreira del Boavista. Porto calificó a la siguiente ronda de la Liga de Campeones con los mismos puntos que el Arsenal, pero en la siguiente ronda se enfrentó con el Chelsea en la ronda de 16, empataron en el partido de ida en Portugal, pero fueron eliminados con una derrota por 2-1 en Londres.
Porto ganó tres títulos consecutivos Primera Liga con Ferreira, asegurando su presencia en las tres siguientes temporadas Champions. En 2007-08, Porto cayó de nuevo en la ronda de 16, perdiendo ante el Schalke 04 en tanda de penales. En la temporada siguiente, eliminaron el Atlético de Madrid en la ronda de 16 por goles de visitante y avanzaron a cuartos de final enfrentando al Manchester United. Un empate de 2-2 en Mánchester dio a Porto la ventaja en la ronda, pero un gol de Cristiano Ronaldo en los primeros minutos del partido de vuelta terminó con su racha Europea. La temporada 2009-10 de la Liga de Campeones fue la última de Ferreira a cargo del Porto, y al igual que en años anteriores, llevó con éxito al equipo más allá de la fase de grupos. En la ronda de 16, una victoria por 2-1 sobre el Arsenal fue borrada por una derrota 5-0 en Londres, que incluyó un triplete de Nicklas Bendtner. En el plano nacional, Porto no pudo ganar un quinto título de liga consecutivo y terminó en tercer puesto que no lo clasificaba para competir en la Liga Campeones 2010-11. Sin embargo, la victoria en la final de la Copa de Portugal le daba el pase a la ronda de eliminatorias de la UEFA Europa League 2010-11.
| Temporada | Torneo                       | Ronda                 | Oponente            | Local       | Visitante   | Glob.           | Ref.    |
| --- | ---------------------------- | --------------------- | ------------------- | ----------- | ----------- | --------------- | ------- |
| 2004 | Supercopa de Europa          | Supercopa de Europa   | Valencia            | Valencia    | Valencia    | 1–2             | [ 102 ] |
| 2004 | Copa Intercontinental        | Copa Intercontinental | Once Caldas         | Once Caldas | Once Caldas | 0–0 (aet) (8–7) | [ 105 ] |
| 2004–05 | Liga de Campeones de la UEFA | GS                    | CSKA Moscow         | 0–0         | 1–0         | 1–0             | [ 104 ] |
| 2004–05 | Liga de Campeones de la UEFA | GS                    | Chelsea             | 2–1         | 1–3         | 3–4             | [ 104 ] |
| 2004–05 | Liga de Campeones de la UEFA | GS                    | Paris Saint-Germain | 0–0         | 0–2         | 0–2             | [ 104 ] |
| 2004–05 | Liga de Campeones de la UEFA | R16                   | Internazionale      | 1–1         | 1–3         | 2–4             | [ 104 ] |
| 2005–06 | Liga de Campeones de la UEFA | GS                    | Rangers             | 1–1         | 2–3         | 3–4             | [ 108 ] |
| 2005–06 | Liga de Campeones de la UEFA | GS                    | Artmedia Bratislava | 0–0         | 1–3         | 1–3             | [ 108 ] |
| 2005–06 | Liga de Campeones de la UEFA | GS                    | Internazionale      | 2–0         | 1–2         | 3–2             | [ 108 ] |
| 2006–07 | Liga de Campeones de la UEFA | GS                    | CSKA Moscow         | 0–0         | 2–0         | 2–0             | [ 110 ] |
| 2006–07 | Liga de Campeones de la UEFA | GS                    | Arsenal             | 0–0         | 0–2         | 0–2             | [ 110 ] |
| 2006–07 | Liga de Campeones de la UEFA | GS                    | Hamburg             | 4–1         | 3–1         | 7–2             | [ 110 ] |
| 2006–07 | Liga de Campeones de la UEFA | R16                   | Chelsea             | 1–1         | 1–2         | 2–3             | [ 110 ] |
| 2007–08 | Liga de Campeones de la UEFA | GS                    | Liverpool           | 1–1         | 1–4         | 2–5             | [ 111 ] |
| 2007–08 | Liga de Campeones de la UEFA | GS                    | Beşiktaş            | 2–0         | 1–0         | 3–0             | [ 111 ] |
| 2007–08 | Liga de Campeones de la UEFA | GS                    | Marseille           | 2–1         | 1–1         | 3–2             | [ 111 ] |
| 2007–08 | Liga de Campeones de la UEFA | R16                   | Schalke 04          | 1–0 (aet)   | 0–1         | 1–1 (1–4)       | [ 111 ] |
| 2008–09 | Liga de Campeones de la UEFA | GS                    | Fenerbahçe          | 1–1         | 2–1         | 3–2             | [ 113 ] |
| 2008–09 | Liga de Campeones de la UEFA | GS                    | Arsenal             | 2–0         | 0–4         | 2–4             | [ 113 ] |
| 2008–09 | Liga de Campeones de la UEFA | GS                    | Dynamo Kiev         | 0–1         | 2–1         | 2–2             | [ 113 ] |
| 2008–09 | Liga de Campeones de la UEFA | R16                   | Atlético Madrid     | 0–0         | 2–2         | 2–2 (a)         | [ 113 ] |
| 2008–09 | Liga de Campeones de la UEFA | QF                    | Manchester United   | 0–1         | 2–2         | 2–3             | [ 113 ] |
| 2009–10 | Liga de Campeones de la UEFA | GS                    | Chelsea             | 0–1         | 0–1         | 0–2             | [ 115 ] |
| 2009–10 | Liga de Campeones de la UEFA | GS                    | Atlético Madrid     | 2–0         | 3–0         | 5–0             | [ 115 ] |
| 2009–10 | Liga de Campeones de la UEFA | GS                    | APOEL               | 3–1         | 1–0         | 4–1             | [ 115 ] |
| 2009–10 | Liga de Campeones de la UEFA | R16                   | Arsenal             | 2–1         | 0–5         | 2–6             | [ 115 ] |
| - Los goles del Porto aparecen primero en los marcadores. - Las victorias están marcadas con verde, los empates en amarillo, y las derrotas en rojo. |                              |                       |                     |             |             |                 |         |

### Años recientes (2010–Presente)

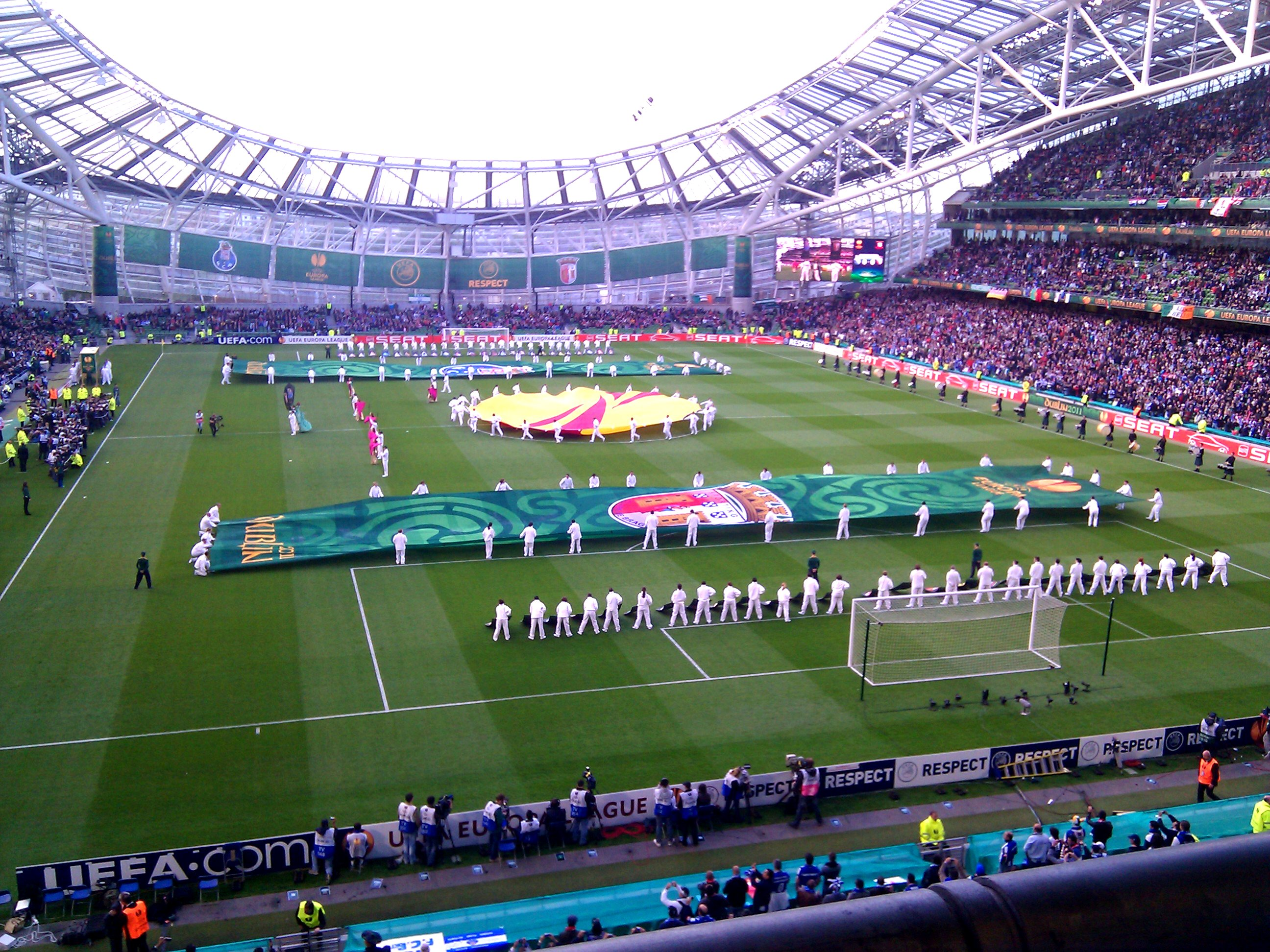
El Estadio Aviva fue sede de la Final UEFA Europa League 2011 ganada por el Porto 1–0 contra su rival portugués el Braga. (En la foto, la ceremonia de apertura)

Ferreira se retiró al final de la temporada 2009-10 y fue reemplazado por André Villas-Boas, ex auxiliar de Mourinho en el Porto, el Chelsea, y el Internazionale. En una sola temporada, Villas-Boas guio al equipo a igualar su récord de cuatro títulos, incluyendo la victoria en la UEFA Europa League 2010-11. Su campaña triunfal comenzó en las eliminatorias, donde vencieron al Genk, equipo belga, y así poder llegar a la fase de grupos. Porto encabezó su grupo casi invicto, dejando ir puntos solamente ante el Beşiktaş. En la ronda de 32, a pesar de una derrota en casa, en el partido de vuelta, eliminaron a los ganadores de la Copa de la UEFA Sevilla, 2005-06 y 2006-07, Después de un empate con el CSKA de Moscú. Porto derrotó a los rusos en ambos encuentros y avanzó a los cuartos de final, donde se enfrentaron contra otro club moscovita, esta vez el Spartak de Moscú. Dos juegos prolíficos, que incluyeron un triplete de Radamel Falcao y sellaron un resultado global de 10-3 para el Porto. En las semifinales, Falcao lo hizo aun mejor y anotó cuatro goles en el partido de ida sellando una victoria 5-1 contra el Villarreal, esto confirmó la cuarta final europea importante del club. La final en Dublín era un asunto de portugueses entre el Porto y el Braga rivales en Liga Primera. En contraste con anteriores partidos en el torneo, el rendimiento del Porto fue más contenido y aseguraron la victoria con un solo gol de Falcao, que se convirtió en el máximo goleador del torneo.
En junio del 2011, Villas-Boas dejó Porto para convertirse en director técnico del Chelsea. Se llevó su equipo técnico a Londres, excepto a su segundo entrenador (auxiliar) Vítor Pereira, que se convirtió en el nuevo entrenador del club. Su primer partido europeo fue ante el Barcelona, para la Supercopa de la UEFA de 2011. En su tercera aparición en el partido de campeonato contra el Mónaco, Porto quedó una vez más como subcampeón, tras perder por 2-0. No llegaron a la fase de grupos de la Champions 2011-12, tras acumular derrotas ante el APOEL y el Zenit San Petersburgo, los eventuales ganadores de grupo y subcampeones. Trasladado a la fase final de la UEFA Europa League, el defensor del título fue eliminado por el Manchester City, con una derrota global de 6-1. Como los ganadores de la Primera Liga 2011-12, Porto aseguró su regreso a la Liga de Campeones en la temporada siguiente. Después de haber terminado segundo de grupo detrás del Paris Saint-Germain en un grupo que contenía también al Dinamo Zagreb y el Dínamo de Kiev, Porto clasificó a la ronda de 16, donde se enfrentaron al debutante del torneo, el Málaga. No pudieron sacar provecho de una ventaja de 1-0 en la ida, después perdieron por 2-0 en el Estadio La Rosaleda y así fueron eliminados.
| Temporada | Torneo                       | Ronda                | Oponente               | Local | Visitante | Glob.   | Ref.    |
| --- | ---------------------------- | -------------------- | ---------------------- | ----- | --------- | ------- | ------- |
| 2010–11 | UEFA Europa League           | PO                   | Genk                   | 4–2   | 3–0       | 7–2     | [ 118 ] |
| 2010–11 | UEFA Europa League           | GS                   | Rapid Wien             | 3–0   | 3–1       |         | [ 118 ] |
| 2010–11 | UEFA Europa League           | GS                   | CSKA Sofia             | 3–1   | 1–0       |         | [ 118 ] |
| 2010–11 | UEFA Europa League           | GS                   | Beşiktaş               | 1–1   | 3–1       |         | [ 118 ] |
| 2010–11 | UEFA Europa League           | R32                  | Sevilla                | 0–1   | 2–1       | 2–2 (a) | [ 118 ] |
| 2010–11 | UEFA Europa League           | R16                  | CSKA Moscow            | 2–1   | 1–0       | 3–1     | [ 118 ] |
| 2010–11 | UEFA Europa League           | QF                   | Spartak Moscow         | 5–1   | 5–2       | 10–3    | [ 118 ] |
| 2010–11 | UEFA Europa League           | SF                   | Villareal              | 5–1   | 2–3       | 7–4     | [ 118 ] |
| 2010–11 | UEFA Europa League           | F                    | Braga                  |       |           | 1–0     | [ 118 ] |
| 2011 | Supercopa de la UEFA         | Supercopa de la UEFA | Barcelona              |       |           | 0–2     | [ 121 ] |
| 2011–12 | Liga de Campeones de la UEFA | GS                   | Shakhtar Donetsk       | 2–1   | 2–0       |         | [ 122 ] |
| 2011–12 | Liga de Campeones de la UEFA | GS                   | Zenit Saint Petersburg | 0–0   | 1–3       |         | [ 122 ] |
| 2011–12 | Liga de Campeones de la UEFA | GS                   | APOEL                  | 1–1   | 1–2       |         | [ 122 ] |
| 2011–12 | UEFA Europa League           | R32                  | Manchester City        | 1–2   | 0–4       | 1–6     | [ 123 ] |
| 2012–13 | Liga de Campeones de la UEFA | GS                   | Dinamo Zagreb          | 3–0   | 2–0       |         | [ 126 ] |
| 2012–13 | Liga de Campeones de la UEFA | GS                   | Paris Saint-Germain    | 1–0   | 1–2       |         | [ 126 ] |
| 2012–13 | Liga de Campeones de la UEFA | GS                   | Dynamo Kiev            | 3–2   | 0–0       |         | [ 126 ] |
| 2012–13 | Liga de Campeones de la UEFA | R16                  | Málaga                 | 1–0   | 0–2       | 1–2     | [ 126 ] |
| 2013–14 | Liga de Campeones de la UEFA | GS                   | Austria Wien           | 1–1   | 1–0       |         | [ 127 ] |
| 2013–14 | Liga de Campeones de la UEFA | GS                   | Atlético Madrid        | 1–2   | 0–2       |         | [ 127 ] |
| 2013–14 | Liga de Campeones de la UEFA | GS                   | Zenit Saint Petersburg | 0–1   | 1–1       |         | [ 127 ] |
| 2013–14 | UEFA Europa League           | R32                  | Eintracht Frankfurt    | 2–2   | 3–3       | 5–5 (a) | [ 128 ] |
| 2013–14 | UEFA Europa League           | R16                  | Napoli                 | 1–0   | 2–2       | 3–2     | [ 128 ] |
| 2013–14 | UEFA Europa League           | QF                   | Sevilla                | 1–0   | 0–4       | 1–4     | [ 128 ] |
| 2014–15 | Liga de Campeones de la UEFA | GS                   | BATE Borisov           | 6–0   | 3–0       |         | [ 129 ] |
| 2014–15 | Liga de Campeones de la UEFA | GS                   | Shakhtar Donetsk       | 1–1   | 2–2       |         | [ 129 ] |
| 2014–15 | Liga de Campeones de la UEFA | GS                   | Athletic Club          | 2–1   | 2–0       |         | [ 129 ] |
| 2014–15 | Liga de Campeones de la UEFA | R16                  | Basel                  | 4–0   | 1–1       | 5–1     | [ 129 ] |
| 2014–15 | Liga de Campeones de la UEFA | QF                   | Bayern Munich          | 3–1   | 1–6       | 4–7     | [ 129 ] |
| 2015–16 | Liga de Campeones de la UEFA | GS                   | Dynamo Kiev            | 0–2   | 2–2       |         |         |
| 2015–16 | Liga de Campeones de la UEFA | GS                   | Chelsea                | 2–1   | 0–2       |         |         |
| 2015–16 | Liga de Campeones de la UEFA | GS                   | Maccabi Tel Aviv       | 2–0   | 3–1       |         |         |
| 2015–16 | UEFA Europa League           | R32                  | Borussia Dortmund      |       |           |         |         |
| - Los goles del Porto aparecen primero en los marcadores. - Las victorias están marcadas con verde, los empates en amarillo, y las derrotas en rojo. |                              |                      |                        |       |           |         |         |

## Récords

### Equipo, Entrenadores y Jugadores

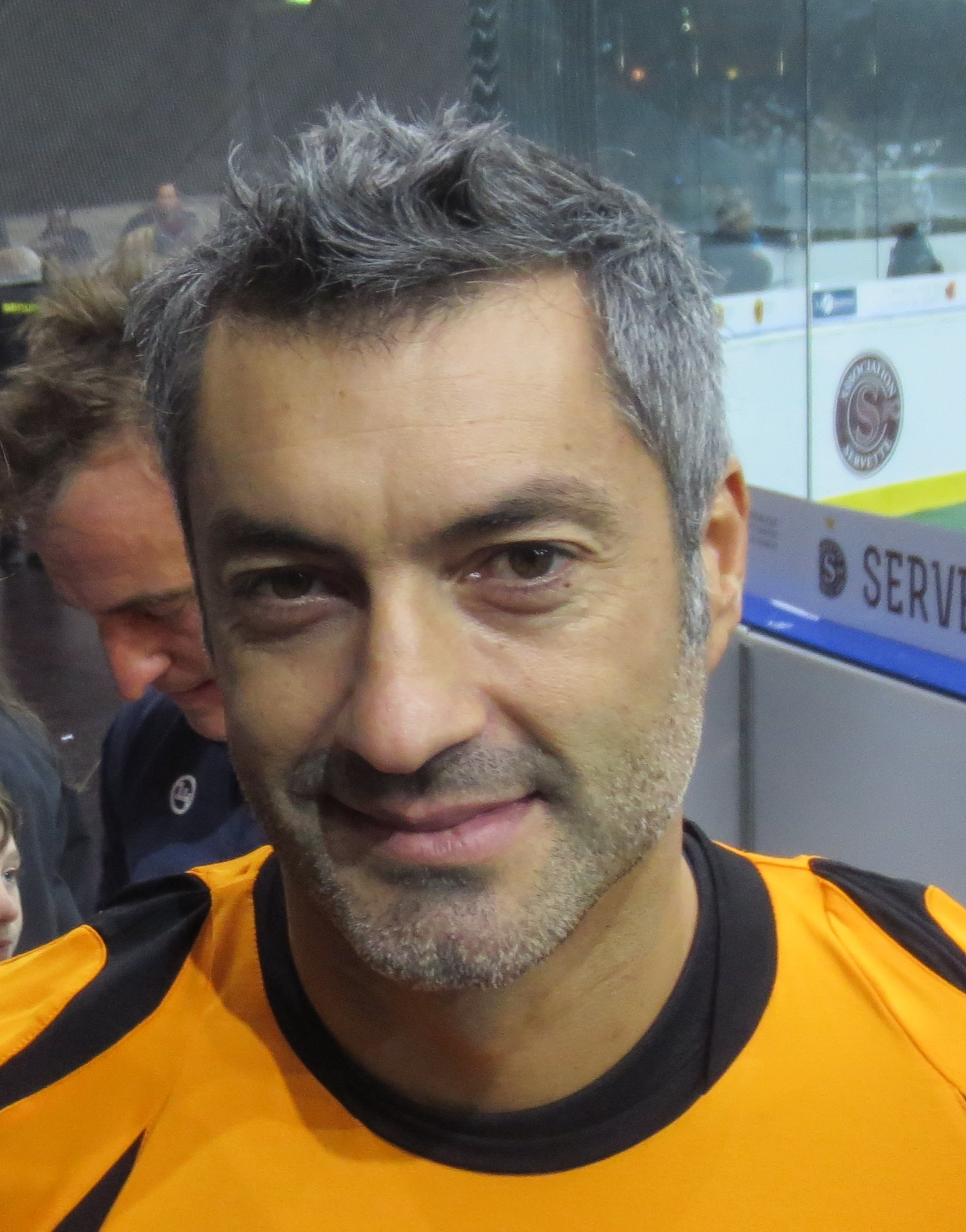
Former goalkeeper and captain Vítor Baía holds the club record for most appearances in international club competitions (99).

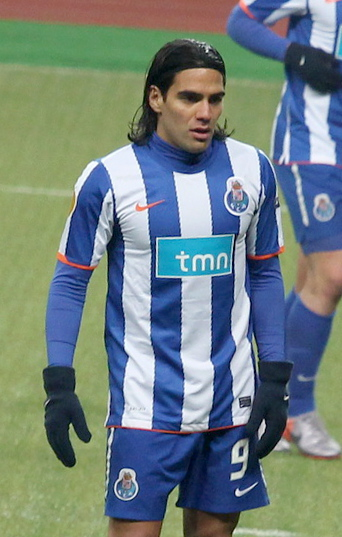
Radamel Falcao is the club's top goalscorer in international club competitions, with 22 goals.

- Primer partido: 1-2 vs Athletic de Bilbao, Copa de Europa 1956-57 ronda preliminar (20 de septiembre de 1956)[130]
- Primer gol: José María, contra el Athletic de Bilbao[130]
- Mayor victoria de local: 9-0 vs Rabat Ajax, primera ronda de la Copa de Europa (17 de septiembre de 1986)[131]
- Mayor victoria: 8-1 vs Portadown, Copa de Europa de 1990-91, primera ronda (3 de octubre de 1990)[13]
- Mayor derrota de visitante: 1-3 vs Real Madrid, etapa de grupos de la Champions 2003-04 (1 de octubre de 2003)[13]
- Derrota a goleada: 1–6
  - vs AEK Atenas, Copa de Europa de 1978-79, primera ronda (13 de septiembre de 1978)[131]
  - vs Bayern Munich, UEFA Champions League 2014-15 cuartos de final (21 de abril de 2015)[131]
- El entrenador con más partidos: Jesualdo Ferreira, 34[132]
- El entrenador con más títulos: Tomislav Ivić y José Mourinho, 2[133]
- Jugador con más partidos disputados: Vítor Baía, 99[131]
- Jugador con más partidos consecutivos disputados: Ljubinko Drulović, 50[134]
- Máximo goleador del equipo: Radamel Falcao, 22[131]

### Temporadas
| Temporada | Torneo                         | P   | W   | D  | L   | GF  | GA  | GD   | Ronda                   |
| --------- | ------------------------------ | --- | --- | -- | --- | --- | --- | ---- | ----------------------- |
| 1956–57   | Copa de Europa                 | 2   | 0   | 0  | 2   | 3   | 5   | −2   | PR                      |
| 1959–60   | Copa de Europa                 | 2   | 0   | 0  | 2   | 1   | 4   | −3   | PR                      |
| 1962–63   | Copa de Ferias                 | 2   | 0   | 1  | 1   | 1   | 2   | −1   | R1                      |
| 1963–64   | Copa de Ferias                 | 2   | 0   | 1  | 1   | 1   | 2   | −1   | R1                      |
| 1964–65   | Recopa de Europa               | 4   | 2   | 1  | 1   | 5   | 2   | +3   | R2                      |
| 1965–66   | Copa de Ferias                 | 4   | 2   | 1  | 1   | 3   | 6   | −3   | R2                      |
| 1966–67   | Copa de Ferias                 | 2   | 1   | 0  | 1   | 3   | 3   | 0    | R1                      |
| 1967–68   | Copa de Ferias                 | 2   | 1   | 0  | 1   | 3   | 4   | −1   | R1                      |
| 1968–69   | Recopa de Europa               | 4   | 2   | 1  | 1   | 5   | 7   | −2   | R2                      |
| 1969–70   | Copa de Ferias                 | 4   | 2   | 1  | 1   | 4   | 2   | +2   | R2                      |
| 1971–72   | Copa de la UEFA                | 2   | 0   | 1  | 1   | 1   | 3   | −2   | R1                      |
| 1972–73   | Copa de la UEFA                | 6   | 3   | 0  | 3   | 10  | 7   | +3   | R3                      |
| 1974–75   | Copa de la UEFA                | 4   | 1   | 0  | 3   | 5   | 6   | −1   | R2                      |
| 1975–76   | Copa de la UEFA                | 6   | 4   | 1  | 1   | 15  | 5   | +10  | R3                      |
| 1976–77   | Copa de la UEFA                | 2   | 0   | 1  | 1   | 4   | 5   | −1   | R1                      |
| 1977–78   | Recopa de Europa               | 6   | 3   | 1  | 2   | 10  | 10  | 0    | QF                      |
| 1978–79   | Copa de Europa                 | 2   | 1   | 0  | 1   | 5   | 7   | −2   | R1                      |
| 1979–80   | Copa de Europa                 | 4   | 2   | 1  | 1   | 3   | 2   | +1   | R2                      |
| 1980–81   | Copa de la UEFA                | 4   | 2   | 1  | 1   | 3   | 3   | 0    | R2                      |
| 1981–82   | Recopa de Europa               | 6   | 2   | 2  | 2   | 8   | 6   | +2   | QF                      |
| 1982–83   | Copa de la UEFA                | 4   | 3   | 0  | 1   | 6   | 6   | 0    | R2                      |
| 1983–84   | Recopa de Europa               | 9   | 5   | 1  | 3   | 11  | 9   | +2   | RU                      |
| 1984–85   | Recopa de Europa               | 2   | 1   | 0  | 1   | 4   | 4   | 0    | R1                      |
| 1985–86   | Copa de Europa                 | 4   | 2   | 1  | 1   | 5   | 3   | +2   | R2                      |
| 1986–87   | Copa de Europa                 | 9   | 7   | 1  | 1   | 21  | 5   | +16  | W                       |
| 1987      | Supercopa de Europa de la UEFA | 2   | 2   | 0  | 0   | 2   | 0   | +2   | W                       |
| 1987      | Copa Intercontinental          | 1   | 1   | 0  | 0   | 2   | 1   | +1   | W                       |
| 1987–88   | Copa de Europa                 | 4   | 2   | 0  | 2   | 8   | 4   | +4   | R2                      |
| 1988–89   | Copa de Europa                 | 4   | 2   | 0  | 2   | 5   | 7   | −2   | R2                      |
| 1989–90   | Copa de la UEFA                | 6   | 4   | 0  | 2   | 11  | 7   | +4   | R3                      |
| 1990–91   | Copa de Europa                 | 6   | 3   | 2  | 1   | 18  | 4   | +14  | QF                      |
| 1991–92   | Recopa de Europa               | 4   | 2   | 1  | 1   | 5   | 3   | +2   | R2                      |
| 1992–93   | Liga de Campeones de la UEFA   | 10  | 5   | 2  | 3   | 20  | 8   | +12  | GS                      |
| 1993–94   | Liga de Campeones de la UEFA   | 11  | 5   | 3  | 3   | 13  | 9   | +4   | SF                      |
| 1994–95   | Recopa de Europa               | 6   | 4   | 0  | 2   | 10  | 3   | +7   | QF                      |
| 1995–96   | Liga de Campeones de la UEFA   | 6   | 1   | 4  | 1   | 6   | 5   | +1   | GS                      |
| 1996–97   | Liga de Campeones de la UEFA   | 8   | 5   | 2  | 1   | 12  | 8   | +4   | QF                      |
| 1997–98   | Liga de Campeones de la UEFA   | 6   | 1   | 1  | 4   | 3   | 10  | −7   | GS                      |
| 1998–99   | Liga de Campeones de la UEFA   | 6   | 2   | 1  | 3   | 11  | 9   | +2   | GS                      |
| 1999–2000 | Liga de Campeones de la UEFA   | 14  | 7   | 2  | 5   | 19  | 17  | +2   | QF                      |
| 2000–01   | Liga de Campeones de la UEFA   | 2   | 0   | 1  | 1   | 0   | 1   | −1   | Q3                      |
| 2000–01   | Copa de la UEFA                | 10  | 4   | 4  | 2   | 11  | 6   | +5   | Cuartos de final        |
| 2001–02   | Liga de Campeones de la UEFA   | 16  | 6   | 3  | 7   | 24  | 19  | +5   | Fase de grupos 2        |
| 2002–03   | Copa de la UEFA                | 13  | 8   | 2  | 3   | 29  | 10  | +19  | Campeón                 |
| 2003      | Supercopa de Europa de la UEFA | 1   | 0   | 0  | 1   | 0   | 1   | −1   | Subcampeón              |
| 2003–04   | Liga de Campeones de la UEFA   | 13  | 7   | 5  | 1   | 20  | 12  | +8   | Campeón                 |
| 2004      | Supercopa de Europa de la UEFA | 1   | 0   | 0  | 1   | 1   | 2   | −1   | Subcampeón              |
| 2004      | Copa Intercontinental          | 1   | 0   | 1  | 0   | 0   | 0   | 0    | Campeón                 |
| 2004–05   | Liga de Campeones de la UEFA   | 8   | 2   | 3  | 3   | 6   | 10  | −4   | Octavos de final        |
| 2005–06   | Liga de Campeones de la UEFA   | 6   | 1   | 2  | 3   | 8   | 9   | −1   | Fase de grupos          |
| 2006–07   | Liga de Campeones de la UEFA   | 8   | 3   | 3  | 2   | 11  | 7   | +4   | Octavos de final        |
| 2007–08   | Liga de Campeones de la UEFA   | 8   | 4   | 2  | 2   | 9   | 8   | +1   | Octavos de final        |
| 2008–09   | Liga de Campeones de la UEFA   | 10  | 4   | 3  | 3   | 13  | 13  | 0    | Cuartos de final        |
| 2009–10   | Liga de Campeones de la UEFA   | 8   | 5   | 0  | 3   | 10  | 9   | +1   | Octavos de final        |
| 2010–11   | UEFA Europa League             | 17  | 14  | 1  | 2   | 44  | 16  | +28  | Campeón                 |
| 2011      | Supercopa de Europa de la UEFA | 1   | 0   | 0  | 1   | 0   | 2   | −2   | Subcampeón              |
| 2011–12   | Liga de Campeones de la UEFA   | 6   | 2   | 2  | 2   | 7   | 7   | 0    | GS                      |
| 2011–12   | UEFA Europa League             | 2   | 0   | 0  | 2   | 1   | 6   | −5   | R32                     |
| 2012–13   | Liga de Campeones de la UEFA   | 8   | 5   | 1  | 2   | 11  | 6   | +5   | R16                     |
| 2013–14   | Liga de Campeones de la UEFA   | 6   | 1   | 2  | 3   | 4   | 7   | −3   | Fase de grupos          |
| 2013–14   | Liga de Campeones de la UEFA   | 6   | 2   | 3  | 1   | 10  | 11  | −1   | Cuartos de final        |
| 2014–15   | Liga de Campeones de la UEFA   | 12  | 8   | 3  | 1   | 28  | 12  | +16  | Cuartos de final        |
| 2015–16   | Liga de Campeones de la UEFA   | 6   | 3   | 1  | 2   | 9   | 8   | +1   | Fase de grupos          |
| 2015–16   | UEFA Europa League             | 0   | 0   | 0  | 0   | 0   | 0   | 0    | Dieciseiseavos de Final |
| Total     | Total                          | 361 | 170 | 78 | 113 | 541 | 395 | +146 |                         |

### By competition
| Torneo                                      | Entradas | P   | W   | D  | L   | GF  | GA  | GD   | F  | FW | FL |
| ------------------------------------------- | -------- | --- | --- | -- | --- | --- | --- | ---- | -- | -- | -- |
| Copa de Europa/Liga de Campeones de la UEFA | 30       | 215 | 96  | 51 | 68  | 313 | 235 | +78  | 2  | 2  | 0  |
| Copa de la UEFA/UEFA Europa League          | 13       | 82  | 45  | 15 | 23  | 150 | 91  | +59  | 2  | 2  | 0  |
| Recopa de Europa de la UEFA                 | 8        | 41  | 21  | 7  | 13  | 58  | 44  | +14  | 1  | 0  | 1  |
| Copa de Ferias                              | 6        | 16  | 6   | 4  | 6   | 15  | 19  | −4   | 0  | 0  | 0  |
| Supercopa de la UEFA                        | 4        | 5   | 2   | 0  | 3   | 3   | 5   | −2   | 4  | 1  | 3  |
| Copa Intercontinental                       | 2        | 2   | 1   | 1  | 0   | 2   | 1   | +1   | 2  | 2  | 0  |
| Total                                       | 63       | 361 | 170 | 78 | 113 | 541 | 395 | +146 | 11 | 7  | 4  |

### Finales
Partidos ganados después del tiempo reglamentario (90 minutos de juego), tiempo extra (aet) or a Tanda de penaltis (p) se destacan en verde, mientras que las derrotas se resaltan en rojo.
| 16 de mayo de 1984     | Juventus                 | 2–1        | Porto     | Estadio: St. Jakob Stadium, Ciudad: Basel, Switzerland            |                                                                   |
| 20:15 CEST (UTC+01:00) | Vignola 13' · Boniek 41' | [ Reporte] | Sousa 29' | Asistencia: 55,000 espectadores Árbitro(s): árbitro: Adolf Prokop | Asistencia: 55,000 espectadores Árbitro(s): árbitro: Adolf Prokop |

| 27 de mayo de 1987 | Porto                  | 2–1        | Bayern Munich | Estadio: Prater Stadium, Vienna, Austria                  |                                                           |
|                    | Madjer 79' · Juary 81' | [ Reporte] | Kögl 24'      | Asistencia: 62,000 espectadores Árbitro(s): Alexis Ponnet | Asistencia: 62,000 espectadores Árbitro(s): Alexis Ponnet |

| 21 de noviembre de 1987 | Ajax | 0–1        | Porto     | Estadio: De Meer Stadion, Ámsterdam, Netherlands |                           |
|                         |      | [ Reporte] | Barros 5' | Árbitro(s): Bob Valentine                        | Árbitro(s): Bob Valentine |

| 13 de diciembre de 1987 | Porto                   | 2–1        | Peñarol   | Estadio: National Stadium, Tokio, Japón                  |                                                          |
|                         | Gomes 41' · Madjer 110' | [ Reporte] | Viera 80' | Asistencia: 68 000 espectadores Árbitro(s): Franz Wöhrer | Asistencia: 68 000 espectadores Árbitro(s): Franz Wöhrer |

| 13 de enero de 1988 | Porto     | 1–0        | Ajax | Estadio: Estádio das Antas, Oporto, Portugal                 |                                                              |
|                     | Sousa 70' | [ Reporte] |      | Asistencia: 50,000 espectadores Árbitro(s): Aron Schmidhuber | Asistencia: 50,000 espectadores Árbitro(s): Aron Schmidhuber |

| 21 de mayo de 2003 | Celtic           | 2–3 | Porto                              | Estadio: Estadio Olímpico de Sevilla, Seville, Spain     |                                                          |
| 20:45 CET (UTC+01) | Larsson 47', 57' |     | Derlei 45+1', 115' · Alenichev 54' | Asistencia: 52,972 espectadores Árbitro(s): Ľuboš Micheľ | Asistencia: 52,972 espectadores Árbitro(s): Ľuboš Micheľ |

| 29 de agosto de 2003 | Milan          | 1–0        | Porto | Estadio: Stade Louis II, Monaco                           |                                                           |
| 20:45 CET (UTC+01)   | Shevchenko 10' | [ Reporte] |       | Asistencia: 16,885 espectadores Árbitro(s): Graham Barber | Asistencia: 16,885 espectadores Árbitro(s): Graham Barber |

| 26 de mayo de 2004  | Monaco | 0–3        | Porto                                         | Estadio: Arena AufSchalke, Gelsenkirchen, Germany              |                                                                |
| 20:45 CEST (UTC+01) |        | [ Reporte] | Carlos Alberto 39' · Deco 71' · Alenichev 75' | Asistencia: 52,000 espectadores Árbitro(s): Kim Milton Nielsen | Asistencia: 52,000 espectadores Árbitro(s): Kim Milton Nielsen |

| 27 de agosto de 2004 | Porto        | 1–2        | Valencia                 | Estadio: Stade Louis II, Monaco                         |                                                         |
| 20:45 CET (UTC+01)   | Quaresma 78' | [ Reporte] | Baraja 33' · Di Vaio 67' | Asistencia: 17,292 espectadores Árbitro(s): Terje Hauge | Asistencia: 17,292 espectadores Árbitro(s): Terje Hauge |

| 12 de diciembre de 2004 | Porto                                                                                                   | 0–0 (8–7 p.)               | Once Caldas                                                                         | Estadio: International Stadium Yokohama, Yokohama, Japón    |                                                             |
| 19:05 JST (UTC+09)      | | [ Reporte]                 |                                                                                     | Asistencia: 60,000 espectadores Árbitro(s): Jorge Larrionda | Asistencia: 60,000 espectadores Árbitro(s): Jorge Larrionda |
|                         | | Tiros desde el punto penal |                                                                                     |                                                             |                                                             |
|                         | Diego · Carlos Alberto · Quaresma · Maniche · McCarthy · Costinha · J. Costa · R. Costa · Pedro Emanuel |                            | Vanegas · Alcázar · Rojas · de Nigris · Fabbro · Velásquez · Díaz · Cataño · García |                                                             |                                                             |

| 18 de mayo de 2011 | Porto      | 1–0        | Braga | Estadio: Aviva Stadium, Dublín, Republic of Ireland |  |
|                    | Falcao 44' | [ Reporte] |       |                                                     |  |

|                     | Barcelona                | 2–0        | Porto | Estadio: Stade Louis II, Monaco                           |                                                           |
| 20:45 CEST (UTC+01) | Messi 39' · Fàbregas 88' | [ Reporte] |       | Asistencia: 18,048 espectadores Árbitro(s): Björn Kuipers | Asistencia: 18,048 espectadores Árbitro(s): Björn Kuipers |

## Palmarés
| Competición                                 | Títulos | Año        |
| ------------------------------------------- | ------- | ---------- |
| Copa de Europa/Liga de Campeones de la UEFA | 2       | 1987, 2004 |
| Copa de la UEFA/UEFA Europa League          | 2       | 2003, 2011 |
| Supercopa de la UEFA                        | 1       | 1987       |
| Copa Intercontinental                       | 2       | 1987, 2004 |

## Bibliography
- Bandeira, João Pedro (2012). Bíblia do FC Porto (en portugués). Lisbon: Prime Books. ISBN 9789896551544.
- Magalhães, Júlio (2004). Campeões, carago! (en portugués). Lisbon: Prime Books. ISBN 9728820313.
- Pinto da Costa, Jorge Nuno (2004). Largos Dias Têm 100 Anos (en portugués). Lisbon: Ideias & Rumos, Edições Lda. ISBN 9729940509.
- Tovar, Rui (2011). Almanaque do FC Porto 1893–2011 (en portugués). Alfragide: Caderno. ISBN 9789892315430.